# Liste des églises d'Ille-et-Vilaine
La liste des églises d'Ille-et-Vilaine vise à situer les églises du département français d'Ille-et-Vilaine.
Il est fait état des diverses protections dont elles peuvent bénéficier, et notamment les inscriptions et classements au titre des monuments historiques.

## Rattachement diocésain des églises catholiques
En ce qui concerne le culte catholique, les églises sont situées dans l'archidiocèse de Rennes, Dol et Saint-Malo.

## Statistiques

### Nombres
Le département d'Ille-et-Vilaine comprend 333 communes au 1er janvier 2023.
Depuis 2022, l'archidiocèse de Rennes, Dol et Saint-Malo compte 77 paroisses.

## Liste des églises catholiques classées par commune par ordre alphabétique
Le classement ci-après se fait par commune selon l'ordre alphabétique.
Il est fait état des diverses protections dont elles peuvent bénéficier, et notamment les inscriptions et classements au titre des monuments historiques.
| Église                                                               | Commune                       | Adresse | Coordonnées                        | Notice         | Protection | Date        | Illustration                                                         |
| -------------------------------------------------------------------- | ----------------------------- | ------- | ---------------------------------- | -------------- | --- | ----------- | -------------------------------------------------------------------- |
| Église Saint-Martin d'Acigné                                         | Acigné                        |         | 48° 07′ 55″ nord, 1° 32′ 06″ ouest | « IA00130848 » | |             | Église Saint-Martin d'Acigné                                         |
| Église Saint-Martin-de-Tours d'Amanlis                               | Amanlis                       |         | 48° 00′ 25″ nord, 1° 28′ 29″ ouest | « PA00090494 » | Inscrit MH | 1974        | Église Saint-Martin-de-Tours d'Amanlis                               |
| Église Saint-Melaine d'Andouillé-Neuville                            | Andouillé-Neuville            |         | 48° 17′ 43″ nord, 1° 35′ 16″ ouest | « IA00130777 » | |             | Église Saint-Melaine d'Andouillé-Neuville                            |
| Église Notre-Dame-de-l'Assomption d'Arbrissel                        | Arbrissel                     |         | 47° 55′ 38″ nord, 1° 18′ 11″ ouest | « PA00090497 » | Inscrit MH | 1987        | Église Notre-Dame-de-l'Assomption d'Arbrissel                        |
| Église Notre-Dame-de-l'Assomption d'Argentré-du-Plessis              | Argentré-du-Plessis           |         | 48° 03′ 26″ nord, 1° 09′ 05″ ouest | « IA00131063 » | |             | Église Notre-Dame-de-l'Assomption d'Argentré-du-Plessis              |
| Église Notre-Dame d'Aubigné                                          | Aubigné                       |         | 48° 17′ 41″ nord, 1° 38′ 09″ ouest | « IA00130775 » | |             | Église Notre-Dame d'Aubigné                                          |
| Église Saint-Pierre d'Availles-sur-Seiche                            | Availles-sur-Seiche           |         | 47° 57′ 42″ nord, 1° 11′ 48″ ouest | « IA00131067 » | |             | Église Saint-Pierre d'Availles-sur-Seiche                            |
| Église Saint-Pierre-et-Saint-Paul de Baguer-Morvan                   | Baguer-Morvan                 |         | 48° 31′ 28″ nord, 1° 46′ 32″ ouest |                | |             | Église Saint-Pierre-et-Saint-Paul de Baguer-Morvan                   |
| Église Saint-Martin de Baguer-Pican                                  | Baguer-Pican                  |         | 48° 33′ 04″ nord, 1° 41′ 56″ ouest | « IA00130844 » | |             | Église Saint-Martin de Baguer-Pican                                  |
| Église Saint-Martin de Bain-de-Bretagne                              | Bain-de-Bretagne              |         | 47° 50′ 27″ nord, 1° 40′ 55″ ouest | « IA00007455 » | |             | Église Saint-Martin de Bain-de-Bretagne                              |
| Église Saint-Jean-Baptiste de Bains-sur-Oust                         | Bains-sur-Oust                |         | 47° 42′ 17″ nord, 2° 04′ 18″ ouest | « IA35011749 » | |             | Église Saint-Jean-Baptiste de Bains-sur-Oust                         |
| Église Saint-Marse de Bais                                           | Bais                          |         | 48° 00′ 36″ nord, 1° 17′ 23″ ouest | « PA00090501 » | Classé MH La porte ; Inscrit MH Les parties non classées de l'église, incluant la sacristie accolée au chevet | 1910 ; 2006 | Église Saint-Marse de Bais                                           |
| Église Saint-Martin de Balazé                                        | Balazé                        |         | 48° 10′ 06″ nord, 1° 11′ 30″ ouest | « IA00130877 » | |             | Église Saint-Martin de Balazé                                        |
| Église Saint-Blaise de Baulon                                        | Baulon                        |         | 47° 59′ 07″ nord, 1° 55′ 58″ ouest | « IA00007401 » | |             | Église Saint-Blaise de Baulon                                        |
| Église Saint-Pierre Saint-Paul de Bazouges-la-Pérouse                | Bazouges-la-Pérouse           |         | 48° 25′ 33″ nord, 1° 34′ 30″ ouest | « IA00006564 » | |             | Église Saint-Pierre Saint-Paul de Bazouges-la-Pérouse                |
| Église Saint-Martin de Beaucé                                        | Beaucé                        |         | 48° 20′ 17″ nord, 1° 09′ 23″ ouest | « IA00007223 » | |             | Église Saint-Martin de Beaucé                                        |
| Église Saint-Martin de Betton                                        | Betton                        |         | 48° 10′ 57″ nord, 1° 38′ 37″ ouest | « IA35013639 » | |             | Église Saint-Martin de Betton                                        |
| Église Saint-Médard de Billé                                         | Billé                         |         | 48° 17′ 18″ nord, 1° 14′ 49″ ouest | « IA00006837 » | |             | Église Saint-Médard de Billé                                         |
| Église Saint-Armel de Bléruais                                       | Bléruais                      |         | 48° 06′ 40″ nord, 2° 07′ 32″ ouest | « IA00130902 » | |             | Église Saint-Armel de Bléruais                                       |
| Église de la Sainte-Trinité de Boisgervilly                          | Boisgervilly                  |         | 48° 10′ 02″ nord, 2° 03′ 51″ ouest | « IA00130906 » | |             | Église de la Sainte-Trinité de Boisgervilly                          |
| Église Saint-Jacques-le-Majeur de Boistrudan                         | Boistrudan                    |         | 47° 58′ 11″ nord, 1° 24′ 07″ ouest | « IA00130871 » | |             | Église Saint-Jacques-le-Majeur de Boistrudan                         |
| Église Saint-Martin et Saint-Samson de Bonnemain                     | Bonnemain                     |         | 48° 28′ 02″ nord, 1° 45′ 58″ ouest | « IA35014434 » | |             | Église Saint-Martin et Saint-Samson de Bonnemain                     |
| Église Notre-Dame-de-l'Assomption de Bourg-des-Comptes               | Bourg-des-Comptes             |         | 47° 55′ 43″ nord, 1° 44′ 18″ ouest | « IA00007410 » | |             | Église Notre-Dame-de-l'Assomption de Bourg-des-Comptes               |
| Église Sainte-Trinité de Bourgbarré                                  | Bourgbarré                    |         | 47° 59′ 43″ nord, 1° 36′ 53″ ouest | « IA00008110 » | |             | Église Sainte-Trinité de Bourgbarré                                  |
| Église Notre-Dame de Bovel                                           | Bovel                         |         | 47° 56′ 58″ nord, 1° 58′ 48″ ouest | « IA35002407 » | |             | Église Notre-Dame de Bovel                                           |
| Église Saint-Malo de Breteil                                         | Breteil                       |         | 48° 08′ 42″ nord, 1° 53′ 57″ ouest | « IA00130765 » | |             | Église Saint-Malo de Breteil                                         |
| Église Notre-Dame-de-l'Assomption de Brie                            | Brie                          |         | 47° 57′ 04″ nord, 1° 32′ 15″ ouest | « IA00130803 » | |             | Église Notre-Dame-de-l'Assomption de Brie                            |
| Église de la Sainte-Trinité de Brielles                              | Brielles                      |         | 48° 00′ 31″ nord, 1° 05′ 24″ ouest | « IA00130731 » | |             | Église de la Sainte-Trinité de Brielles                              |
| Église Notre-Dame-de-Toutes-Joies de Broualan                        | Broualan                      |         | 48° 28′ 28″ nord, 1° 38′ 56″ ouest | « PA00090512 » | Classé MH | 1911        | Église Notre-Dame-de-Toutes-Joies de Broualan                        |
| Église Saint-Michel de Bruc-sur-Aff                                  | Bruc-sur-Aff                  |         | 47° 48′ 52″ nord, 2° 01′ 14″ ouest | « IA35006294 » | |             | Église Saint-Michel de Bruc-sur-Aff                                  |
| Église Saint-Martin-de-Tours de Bruz                                 | Bruz                          |         | 48° 01′ 27″ nord, 1° 44′ 54″ ouest | « IA00130867 » | |             | Église Saint-Martin-de-Tours de Bruz                                 |
| Église Saint-Malo de Bréal-sous-Montfort                             | Bréal-sous-Montfort           |         | 48° 02′ 54″ nord, 1° 52′ 07″ ouest | « IA35018353 » | |             | Église Saint-Malo de Bréal-sous-Montfort                             |
| Église Notre-Dame-de-l'Assomption de Bréal-sous-Vitré                | Bréal-sous-Vitré              |         | 48° 06′ 14″ nord, 1° 03′ 37″ ouest | « IA00130883 » | |             | Église Notre-Dame-de-l'Assomption de Bréal-sous-Vitré                |
| Église Saint-Exupère de Brécé                                        | Brécé                         |         | 48° 06′ 39″ nord, 1° 28′ 52″ ouest | « IA35031136 » | |             | Église Saint-Exupère de Brécé                                        |
| Église Notre-Dame de Bécherel                                        | Bécherel                      |         | 48° 17′ 42″ nord, 1° 56′ 37″ ouest | « IA00007892 » | |             | Église Notre-Dame de Bécherel                                        |
| Église Saint-Pierre Saint-Louis de Bédée                             | Bédée                         |         | 48° 10′ 49″ nord, 1° 56′ 40″ ouest | « IA00130763 » | |             | Église Saint-Pierre Saint-Louis de Bédée                             |
| Église Saint-Méen de Cancale                                         | Cancale                       |         | 48° 40′ 32″ nord, 1° 51′ 03″ ouest | « IA00130766 » | |             | Église Saint-Méen de Cancale                                         |
| Ancienne église Saint-Méen de Cancale                                | Cancale                       |         | 48° 40′ 38″ nord, 1° 51′ 01″ ouest | « PA00090515 » | Inscrit MH Façade ouest avec le clocher et les deux premières travées du 18e siècle                           | 1982        | Ancienne église Saint-Méen de Cancale                                |
| Église Les-trois-Marie de Cardroc                                    | Cardroc                       |         | 48° 17′ 08″ nord, 1° 53′ 18″ ouest | « IA00007926 » | |             | Église Les-trois-Marie de Cardroc                                    |
| Église Les-trois-Marie de Cardroc                                    | Cardroc                       |         | 48° 17′ 08″ nord, 1° 53′ 18″ ouest | « IA00007926 » | |             | Église Les-trois-Marie de Cardroc                                    |
| Église Saint-Martin de Cesson-Sévigné                                | Cesson-Sévigné                |         | 48° 07′ 02″ nord, 1° 36′ 17″ ouest | « IA00130922 » | |             | Église Saint-Martin de Cesson-Sévigné                                |
| Collégiale Sainte-Marie-Madeleine de Champeaux                       | Champeaux                     |         | 48° 08′ 51″ nord, 1° 18′ 40″ ouest | « PA00090517 » | Classé MH | 1910        | Collégiale Sainte-Marie-Madeleine de Champeaux                       |
| Église Saint-Martin de Chanteloup                                    | Chanteloup                    |         | 47° 58′ 02″ nord, 1° 36′ 55″ ouest | « IA00007570 » | |             | Église Saint-Martin de Chanteloup                                    |
| Église Saint-Martin-de-Tours de Chantepie                            | Chantepie                     |         | 48° 05′ 18″ nord, 1° 37′ 02″ ouest | « IA00130851 » | |             | Église Saint-Martin-de-Tours de Chantepie                            |
| Église Notre-Dame de Chartres-de-Bretagne                            | Chartres-de-Bretagne          |         | 48° 02′ 34″ nord, 1° 42′ 25″ ouest | « IA00008057 » | |             | Église Notre-Dame de Chartres-de-Bretagne                            |
| Église Saint-Martin de Chasné-sur-Illet                              | Chasné-sur-Illet              |         | 48° 14′ 33″ nord, 1° 33′ 43″ ouest | « IA35009826 » | |             | Église Saint-Martin de Chasné-sur-Illet                              |
| Église Notre-Dame-de-l'Assomption de Chauvigné                       | Chauvigné                     |         | 48° 22′ 35″ nord, 1° 27′ 41″ ouest | « IA35049710 » | |             | Église Notre-Dame-de-l'Assomption de Chauvigné                       |
| Église Saint-Martin de Chavagne                                      | Chavagne                      |         | 48° 03′ 08″ nord, 1° 47′ 22″ ouest | « IA00007787 » | |             | Église Saint-Martin de Chavagne                                      |
| Église Saint-Pierre de Chelun                                        | Chelun                        |         | 47° 51′ 17″ nord, 1° 13′ 23″ ouest | « IA00130829 » | |             | Église Saint-Pierre de Chelun                                        |
| Église Notre-Dame de Cherrueix                                       | Cherrueix                     |         | 48° 36′ 19″ nord, 1° 42′ 38″ ouest | « IA35000006 » | |             | Église Notre-Dame de Cherrueix                                       |
| Église Saint-Pierre de Chevaigné                                     | Chevaigné                     |         | 48° 12′ 41″ nord, 1° 37′ 52″ ouest | « IA00130786 » | |             | Église Saint-Pierre de Chevaigné                                     |
| Église Saint-Pierre de Châteaubourg                                  | Châteaubourg                  |         | 48° 06′ 34″ nord, 1° 24′ 18″ ouest | « IA00130752 » | |             | Église Saint-Pierre de Châteaubourg                                  |
| Église Saint-Martin de Broons-sur-Vilaine                            | Châteaubourg                  |         | 48° 07′ 50″ nord, 1° 25′ 19″ ouest | « IA00130915 » | |             | Église Saint-Martin de Broons-sur-Vilaine                            |
| Église Saint-Melaine de Châteaubourg                                 | Châteaubourg                  |         | 48° 06′ 39″ nord, 1° 22′ 59″ ouest |                | |             | Église Saint-Melaine de Châteaubourg                                 |
| Église Sainte-Madeleine de Châteaugiron                              | Châteaugiron                  |         | 48° 02′ 48″ nord, 1° 30′ 10″ ouest | « IA35032403 » | |             | Église Sainte-Madeleine de Châteaugiron                              |
| Église Saint-Sulpice d'Ossé                                          | Châteaugiron                  |         | 48° 03′ 18″ nord, 1° 27′ 00″ ouest | « IA00130753 » | |             | Église Saint-Sulpice d'Ossé                                          |
| Église Saint-Aubin de Saint-Aubin-du-Pavail                          | Châteaugiron                  |         | 48° 02′ 39″ nord, 1° 27′ 42″ ouest | « IA35032304 » | |             | Église Saint-Aubin de Saint-Aubin-du-Pavail                          |
| Église Saint-Médard de Veneffles                                     | Châteaugiron                  |         | 48° 01′ 58″ nord, 1° 30′ 00″ ouest | « IA35032401 » | |             | Église Saint-Médard de Veneffles                                     |
| Église Saint-Nicolas de Châteauneuf-d'Ille-et-Vilaine                | Châteauneuf-d'Ille-et-Vilaine |         | 48° 33′ 46″ nord, 1° 55′ 44″ ouest | « IA00130807 » | |             | Église Saint-Nicolas de Châteauneuf-d'Ille-et-Vilaine                |
| Église Saint-Georges de Châtillon-en-Vendelais                       | Châtillon-en-Vendelais        |         | 48° 13′ 30″ nord, 1° 10′ 45″ ouest | « IA00130878 » | |             | Église Saint-Georges de Châtillon-en-Vendelais                       |
| Église Saint-Melaine de Cintré                                       | Cintré                        |         | 48° 06′ 22″ nord, 1° 52′ 18″ ouest | « IA00007803 » | |             | Église Saint-Melaine de Cintré                                       |
| Église Saint-Pierre de Clayes                                        | Clayes                        |         | 48° 10′ 34″ nord, 1° 51′ 12″ ouest | « IA00130957 » | |             | Église Saint-Pierre de Clayes                                        |
| Église Saint-Éloi de Comblessac                                      | Comblessac                    |         | 47° 52′ 34″ nord, 2° 05′ 05″ ouest | « IA35009512 » | |             | Église Saint-Éloi de Comblessac                                      |
| Église Notre-Dame de Combourg                                        | Combourg                      |         | 48° 24′ 39″ nord, 1° 44′ 53″ ouest | « IA35016424 » | |             | Église Notre-Dame de Combourg                                        |
| Église Notre-Dame-de-l'Assomption de Combourtillé                    | Combourtillé                  |         | 48° 16′ 18″ nord, 1° 14′ 39″ ouest | « IA00006850 » | |             | Église Notre-Dame-de-l'Assomption de Combourtillé                    |
| Église Saint-Melaine de Cornillé                                     | Cornillé                      |         | 48° 04′ 46″ nord, 1° 18′ 23″ ouest | « IA00007774 » | |             | Église Saint-Melaine de Cornillé                                     |
| Église Saint-Maximilien Kolbe de Corps-Nuds                          | Corps-Nuds                    |         | 47° 58′ 40″ nord, 1° 35′ 14″ ouest | « PA35000010 » | Classé MH | 2004        | Église Saint-Maximilien Kolbe de Corps-Nuds                          |
| Église Saint-Pierre de Coësmes                                       | Coësmes                       |         | 47° 53′ 00″ nord, 1° 26′ 29″ ouest | « IA00007316 » | |             | Église Saint-Pierre de Coësmes                                       |
| Église Notre-Dame-de-l'Assomption de Crevin                          | Crevin                        |         | 47° 56′ 14″ nord, 1° 39′ 47″ ouest | « IA00007483 » | |             | Église Notre-Dame-de-l'Assomption de Crevin                          |
| Église Saint-Martin et Saint-Samson de Cuguen                        | Cuguen                        |         | 48° 26′ 59″ nord, 1° 39′ 45″ ouest | « IA35015464 » | |             | Église Saint-Martin et Saint-Samson de Cuguen                        |
| Église Saint-Énogat de Dinard                                        | Dinard                        |         | 48° 38′ 10″ nord, 2° 04′ 09″ ouest | « IA35028318 » | |             | Église Saint-Énogat de Dinard                                        |
| Église Notre-Dame de Dinard                                          | Dinard                        |         | 48° 37′ 39″ nord, 2° 03′ 20″ ouest | « IA35002054 » | |             | Église Notre-Dame de Dinard                                          |
| Église Saint-Symphorien de Dingé                                     | Dingé                         |         | 48° 21′ 28″ nord, 1° 42′ 52″ ouest | « IA00130842 » | |             | Église Saint-Symphorien de Dingé                                     |
| Cathédrale Saint-Samson de Dol-de-Bretagne                           | Dol-de-Bretagne               |         | 48° 33′ 03″ nord, 1° 45′ 21″ ouest | « PA00090544 » | Classé MH | 1840        | Cathédrale Saint-Samson de Dol-de-Bretagne                           |
| Église Notre-Dame-de-l'Assomption de Carfantin                       | Dol-de-Bretagne               |         | 48° 32′ 19″ nord, 1° 44′ 58″ ouest | « IA35001742 » | |             | Église Notre-Dame-de-l'Assomption de Carfantin                       |
| Église de l'abbaye actuelle chapelle de l'hospice de Dol-de-Bretagne | Dol-de-Bretagne               |         | 48° 32′ 34″ nord, 1° 45′ 32″ ouest |                | |             | Église de l'abbaye actuelle chapelle de l'hospice de Dol-de-Bretagne |
| Église Saint-Pierre de Domagné                                       | Domagné                       |         | 48° 04′ 15″ nord, 1° 23′ 32″ ouest |                | |             | Église Saint-Pierre de Domagné                                       |
| Église Saint-Médard de Chaumeré                                      | Domagné                       |         | 48° 02′ 29″ nord, 1° 25′ 22″ ouest | « IA00130694 » | |             | Église Saint-Médard de Chaumeré                                      |
| Église Saint-Melaine de Domalain                                     | Domalain                      |         | 47° 59′ 46″ nord, 1° 14′ 34″ ouest | « PA00090550 » | Inscrit MH | 1926        | Église Saint-Melaine de Domalain                                     |
| Église Saint-Loup de Domloup                                         | Domloup                       |         | 48° 03′ 44″ nord, 1° 31′ 23″ ouest | « IA00130801 » | |             | Église Saint-Loup de Domloup                                         |
| Église Saint-Pierre de Dourdain                                      | Dourdain                      |         | 48° 11′ 34″ nord, 1° 22′ 10″ ouest | « IA35010552 » | |             | Église Saint-Pierre de Dourdain                                      |
| Église Saint-Pierre de Drouges                                       | Drouges                       |         | 47° 54′ 09″ nord, 1° 15′ 51″ ouest | « IA00130830 » | |             | Église Saint-Pierre de Drouges                                       |
| Église Saint-Martin d'Eancé                                          | Eancé                         |         | 47° 49′ 20″ nord, 1° 14′ 38″ ouest | « IA00130832 » | |             | Église Saint-Martin d'Eancé                                          |
| Église Saint-Pierre d'Epiniac                                        | Epiniac                       |         | 48° 30′ 35″ nord, 1° 41′ 50″ ouest | « IA00130845 » | |             | Église Saint-Pierre d'Epiniac                                        |
| Église Saint-Léonard d'Epiniac                                       | Epiniac                       |         | 48° 30′ 03″ nord, 1° 44′ 01″ ouest | « IA00130955 » | |             | Église Saint-Léonard d'Epiniac                                       |
| Église Saint-Martin-de-Tours d'Erbrée                                | Erbrée                        |         | 48° 05′ 57″ nord, 1° 07′ 24″ ouest | « IA00130884 » | |             | Église Saint-Martin-de-Tours d'Erbrée                                |
| Église Saint-Jean-Baptiste d'Ercé-en-Lamée                           | Ercé-en-Lamée                 |         | 47° 49′ 48″ nord, 1° 33′ 39″ ouest | « IA00007489 » | |             | Église Saint-Jean-Baptiste d'Ercé-en-Lamée                           |
| Église Saint-Fiacre de la Fleuriais                                  | Ercé-en-Lamée                 |         | 47° 47′ 43″ nord, 1° 35′ 57″ ouest | « IA00007495 » | |             | Église Saint-Fiacre de la Fleuriais                                  |
| Église Saint-Jean-Baptiste d'Ercé-près-Liffré                        | Ercé-près-Liffré              |         | 48° 15′ 22″ nord, 1° 30′ 59″ ouest | « IA35010254 » | |             | Église Saint-Jean-Baptiste d'Ercé-près-Liffré                        |
| Église Notre-Dame-de-l'Assomption d'Essé                             | Essé                          |         | 47° 57′ 27″ nord, 1° 25′ 26″ ouest | « IA00007312 » | |             | Église Notre-Dame-de-l'Assomption d'Essé                             |
| Église Saint-Martin-de-Tours de Feins                                | Feins                         |         | 48° 19′ 42″ nord, 1° 38′ 28″ ouest | « IA00130773 » | |             | Église Saint-Martin-de-Tours de Feins                                |
| Église Saint-Martin de Fleurigné                                     | Fleurigné                     |         | 48° 20′ 10″ nord, 1° 07′ 15″ ouest | « PA00090554 » | Inscrit MH | 1931        | Église Saint-Martin de Fleurigné                                     |
| Église Saint-Martin-de-Tours de Forges-la-Forêt                      | Forges-la-Forêt               |         | 47° 51′ 43″ nord, 1° 16′ 45″ ouest | « IA00007327 » | |             | Église Saint-Martin-de-Tours de Forges-la-Forêt                      |
| Église Notre-Dame-de-Bonabry de Fougères                             | Fougères                      |         | 48° 21′ 13″ nord, 1° 11′ 44″ ouest | « IA00131069 » | |             | Église Notre-Dame-de-Bonabry de Fougères                             |
| Église Saint-Léonard de Fougères                                     | Fougères                      |         | 48° 21′ 06″ nord, 1° 12′ 18″ ouest | « PA00090559 » | Inscrit MH Façade du bas-côté Nord                                                                            | 1944        | Église Saint-Léonard de Fougères                                     |
| Église Saint-Sulpice de Fougères                                     | Fougères                      |         | 48° 21′ 10″ nord, 1° 12′ 33″ ouest | « PA00090560 » | Classé MH | 1910        | Église Saint-Sulpice de Fougères                                     |
| Église Saint-Exupère de Gahard                                       | Gahard                        |         | 48° 17′ 48″ nord, 1° 31′ 03″ ouest | « PA00090580 » | Inscrit MH | 1968        | Église Saint-Exupère de Gahard                                       |
| Église Saint-Pierre de Gaël                                          | Gaël                          |         | 48° 07′ 55″ nord, 2° 13′ 22″ ouest | « IA00130698 » | |             | Église Saint-Pierre de Gaël                                          |
| Église Saint-Sulpice de Gennes-sur-Seiche                            | Gennes-sur-Seiche             |         | 47° 59′ 15″ nord, 1° 07′ 25″ ouest | « PA00090581 » | Inscrit MH | 1926        | Église Saint-Sulpice de Gennes-sur-Seiche                            |
| Église Notre-Dame-de-la-Visitation de Gosné                          | Gosné                         |         | 48° 14′ 45″ nord, 1° 27′ 49″ ouest | « IA00130913 » | |             | Église Notre-Dame-de-la-Visitation de Gosné                          |
| Église Saint-Martin-Saint-Goulven de Goven                           | Goven                         |         | 48° 00′ 23″ nord, 1° 50′ 50″ ouest | « IA00007426 » | |             | Église Saint-Martin-Saint-Goulven de Goven                           |
| Église Saint-Pierre-Saint-Paul de Grand-Fougeray                     | Grand-Fougeray                |         | 47° 43′ 23″ nord, 1° 43′ 55″ ouest | « IA00007637 » | |             | Église Saint-Pierre-Saint-Paul de Grand-Fougeray                     |
| Église Sainte-Anne du Pont-Réan                                      | Guichen                       |         | 48° 00′ 03″ nord, 1° 46′ 35″ ouest | « IA00130699 » | |             | Église Sainte-Anne du Pont-Réan                                      |
| Église Saint-Martin de Guichen                                       | Guichen                       |         | 47° 58′ 06″ nord, 1° 47′ 43″ ouest | « IA00007395 » | |             | Église Saint-Martin de Guichen                                       |
| Église Saint-Martin de Guignen                                       | Guignen                       |         | 47° 55′ 12″ nord, 1° 51′ 38″ ouest | « IA00007436 » | |             | Église Saint-Martin de Guignen                                       |
| Église Saint-Martin de Guipel                                        | Guipel                        |         | 48° 17′ 58″ nord, 1° 43′ 01″ ouest | « IA00130840 » | |             | Église Saint-Martin de Guipel                                        |
| Église Saint-Abdon-et-Saint-Sennen de Messac                         | Guipry-Messac                 |         | 47° 49′ 29″ nord, 1° 48′ 23″ ouest | « IA00007497 » | |             | Église Saint-Abdon-et-Saint-Sennen de Messac                         |
| Église Saint-Pierre de Guipry                                        | Guipry-Messac                 |         | 47° 49′ 32″ nord, 1° 50′ 31″ ouest | « IA35008886 » | |             | Église Saint-Pierre de Guipry                                        |
| Église Sainte-Justine de Gévezé                                      | Gévezé                        |         | 48° 13′ 15″ nord, 1° 47′ 22″ ouest | « IA00130822 » | |             | Église Sainte-Justine de Gévezé                                      |
| Église Notre-Dame d'Hirel                                            | Hirel                         |         | 48° 36′ 22″ nord, 1° 48′ 05″ ouest | « IA35003134 » | |             | Église Notre-Dame d'Hirel                                            |
| Église Saint-Louis de Vildé-la-Marine                                | Hirel                         |         | 48° 36′ 49″ nord, 1° 50′ 27″ ouest | « IA35003135 » | |             | Église Saint-Louis de Vildé-la-Marine                                |
| Église Notre-Dame-de-l'Assomption d'Hédé                             | Hédé-Bazouges                 |         | 48° 17′ 49″ nord, 1° 48′ 02″ ouest | « PA35000080 » | Inscrit MH | 2017        | Église Notre-Dame-de-l'Assomption d'Hédé                             |
| Église Saint-Martin-de-Tours de Bazouges-sous-Hédé                   | Hédé-Bazouges                 |         | 48° 18′ 46″ nord, 1° 46′ 17″ ouest | « IA00130865 » | |             | Église Saint-Martin-de-Tours de Bazouges-sous-Hédé                   |
| Église Saint-Éloi d'Iffendic                                         | Iffendic                      |         | 48° 07′ 44″ nord, 2° 02′ 05″ ouest | « PA00090601 » | Inscrit MH | 1926        | Église Saint-Éloi d'Iffendic                                         |
| Église Saint-Pierre d'Irodouër                                       | Irodouër                      |         | 48° 14′ 59″ nord, 1° 56′ 59″ ouest | « IA00007944 » | |             | Église Saint-Pierre d'Irodouër                                       |
| Église du Sacré-Cœur de Janzé                                        | Janzé                         |         | 47° 57′ 39″ nord, 1° 29′ 50″ ouest | « PA35000075 » | Inscrit MH | 2016        | Église du Sacré-Cœur de Janzé                                        |
| Église Saint-Martin de Javené                                        | Javené                        |         | 48° 19′ 11″ nord, 1° 13′ 01″ ouest | « IA00006864 » | |             | Église Saint-Martin de Javené                                        |
| Église Notre-Dame-de-la-Purification de L'Hermitage                  | L'Hermitage                   |         | 48° 07′ 32″ nord, 1° 49′ 02″ ouest | « IA00007812 » | |             | Église Notre-Dame-de-la-Purification de L'Hermitage                  |
| Église Saint-Léon de La Baussaine                                    | La Baussaine                  |         | 48° 18′ 44″ nord, 1° 53′ 50″ ouest | « PA00090502 » | Inscrit MH | 1926        | Église Saint-Léon de La Baussaine                                    |
| Église Saint-Martin de La Bazouge-du-Désert                          | La Bazouge-du-Désert          |         | 48° 26′ 38″ nord, 1° 06′ 20″ ouest | « IA00130921 » | |             | Église Saint-Martin de La Bazouge-du-Désert                          |
| Église de la Sainte-Trinité de La Bosse-de-Bretagne                  | La Bosse-de-Bretagne          |         | 47° 52′ 11″ nord, 1° 35′ 56″ ouest | « IA00007581 » | |             | Église de la Sainte-Trinité de La Bosse-de-Bretagne                  |
| Église Saint-Pierre de La Boussac                                    | La Boussac                    |         | 48° 30′ 46″ nord, 1° 39′ 38″ ouest | « IA00130791 » | |             | Église Saint-Pierre de La Boussac                                    |
| Église Saint-Martin de La Bouëxière                                  | La Bouëxière                  |         | 48° 11′ 03″ nord, 1° 26′ 18″ ouest | « IA35010969 » | |             | Église Saint-Martin de La Bouëxière                                  |
| Église Saint-Loup du Lou-du-Lac                                      | La Chapelle du Lou du Lac     |         | 48° 12′ 32″ nord, 1° 59′ 26″ ouest | « PA35000034 » | Inscrit MH | 2009        | Église Saint-Loup du Lou-du-Lac                                      |
| Église Sainte-Catherine de La Chapelle du Lou du Lac                 | La Chapelle du Lou du Lac     |         | 48° 12′ 45″ nord, 1° 59′ 28″ ouest | « IA00130905 » | |             | Église Sainte-Catherine de La Chapelle du Lou du Lac                 |
| Église Saint-Joseph de La Chapelle-Bouëxic                           | La Chapelle-Bouëxic           |         | 47° 55′ 45″ nord, 1° 56′ 20″ ouest | « IA35002629 » | |             | Église Saint-Joseph de La Chapelle-Bouëxic                           |
| Église Saint-Pierre de La Chapelle-Chaussée                          | La Chapelle-Chaussée          |         | 48° 16′ 15″ nord, 1° 51′ 14″ ouest | « IA00007912 » | |             | Église Saint-Pierre de La Chapelle-Chaussée                          |
| Église Saint-Ouen de La Chapelle-Erbrée                              | La Chapelle-Erbrée            |         | 48° 08′ 28″ nord, 1° 06′ 06″ ouest | « IA00130879 » | |             | Église Saint-Ouen de La Chapelle-Erbrée                              |
| Église Saint-Lézin de La Chapelle-Janson                             | La Chapelle-Janson            |         | 48° 20′ 54″ nord, 1° 06′ 04″ ouest | « IA00007227 » | |             | Église Saint-Lézin de La Chapelle-Janson                             |
| Église Saint-Aubert de La Chapelle-Saint-Aubert                      | La Chapelle-Saint-Aubert      |         | 48° 18′ 50″ nord, 1° 18′ 33″ ouest | « IA00006967 » | |             | Église Saint-Aubert de La Chapelle-Saint-Aubert                      |
| Église Notre-Dame-de-l'Assomption de La Chapelle-Thouarault          | La Chapelle-Thouarault        |         | 48° 07′ 29″ nord, 1° 51′ 57″ ouest | « IA00130762 » | |             | Église Notre-Dame-de-l'Assomption de La Chapelle-Thouarault          |
| Église Saint-Joseph de La Chapelle-aux-Filtzméens                    | La Chapelle-aux-Filtzméens    |         | 48° 23′ 04″ nord, 1° 49′ 32″ ouest | « IA00130898 » | |             | Église Saint-Joseph de La Chapelle-aux-Filtzméens                    |
| Église Saint-Melaine de La Chapelle-de-Brain                         | La Chapelle-de-Brain          |         | 47° 41′ 58″ nord, 1° 56′ 06″ ouest | « IA00130707 » | |             | Église Saint-Melaine de La Chapelle-de-Brain                         |
| Église Saint-Melaine de Brain-sur-Vilaine                            | La Chapelle-de-Brain          |         | 47° 41′ 50″ nord, 1° 53′ 28″ ouest | « IA35013131 » | |             | Église Saint-Melaine de Brain-sur-Vilaine                            |
| Église Saint-Joseph de La Chapelle-des-Fougeretz                     | La Chapelle-des-Fougeretz     |         | 48° 10′ 40″ nord, 1° 44′ 01″ ouest | « IA35014537 » | |             | Église Saint-Joseph de La Chapelle-des-Fougeretz                     |
| Ancienne église Saint-Joseph de La Chapelle-des-Fougeretz            | La Chapelle-des-Fougeretz     |         | 48° 10′ 40″ nord, 1° 44′ 00″ ouest | « IA35013856 » | |             | Image manquante Téléverser                                           |
| Église Notre-Dame-de-l'Assomption de La Couyère                      | La Couyère                    |         | 47° 53′ 15″ nord, 1° 30′ 25″ ouest | « IA00007585 » | |             | Église Notre-Dame-de-l'Assomption de La Couyère                      |
| Église Saint-Nicolas de La Dominelais                                | La Dominelais                 |         | 47° 45′ 46″ nord, 1° 41′ 15″ ouest | « IA00007643 » | |             | Église Saint-Nicolas de La Dominelais                                |
| Église Saint-Méen et Sainte-Croix de La Fresnais                     | La Fresnais                   |         | 48° 35′ 43″ nord, 1° 50′ 35″ ouest | « PA35000069 » | Inscrit MH | 2015        | Église Saint-Méen et Sainte-Croix de La Fresnais                     |
| Église Notre-Dame-de-l'Assomption de La Gouesnière                   | La Gouesnière                 |         | 48° 36′ 14″ nord, 1° 53′ 34″ ouest | « IA00130889 » | |             | Église Notre-Dame-de-l'Assomption de La Gouesnière                   |
| Basilique Notre-Dame de La Guerche-de-Bretagne                       | La Guerche-de-Bretagne        |         | 47° 56′ 32″ nord, 1° 13′ 43″ ouest | « PA00090587 » | Classé MH | 1913        | Basilique Notre-Dame de La Guerche-de-Bretagne                       |
| Église Saint-Martin-de-Tours de La Mézière                           | La Mézière                    |         | 48° 13′ 10″ nord, 1° 45′ 21″ ouest | « IA00130841 » | |             | Église Saint-Martin-de-Tours de La Mézière                           |
| Église Saint-Hubert de La Nouaye                                     | La Nouaye                     |         | 48° 09′ 43″ nord, 1° 58′ 47″ ouest | « PA35000059 » | Inscrit MH | 2014        | Église Saint-Hubert de La Nouaye                                     |
| Église Sainte-Anne de La Noë-Blanche                                 | La Noë-Blanche                |         | 47° 48′ 12″ nord, 1° 44′ 31″ ouest | « IA00007510 » | |             | Église Sainte-Anne de La Noë-Blanche                                 |
| Église Saint-Clément de La Richardais                                | La Richardais                 |         | 48° 36′ 26″ nord, 2° 02′ 09″ ouest | « IA35003726 » | |             | Église Saint-Clément de La Richardais                                |
| Église Saint-Martin de La Selle-Guerchaise                           | La Selle-Guerchaise           |         | 47° 56′ 40″ nord, 1° 10′ 21″ ouest | « IA00130835 » | |             | Église Saint-Martin de La Selle-Guerchaise                           |
| Église Saint-Jean-Baptiste de La Selle-en-Luitré                     | La Selle-en-Luitré            |         | 48° 18′ 36″ nord, 1° 07′ 40″ ouest | « PA00090886 » | Inscrit MH | 1926        | Église Saint-Jean-Baptiste de La Selle-en-Luitré                     |
| Église Notre-Dame-et-Sainte-Anne de La Ville-ès-Nonais               | La Ville-ès-Nonais            |         | 48° 32′ 53″ nord, 1° 57′ 14″ ouest | « IA00130809 » | |             | Église Notre-Dame-et-Sainte-Anne de La Ville-ès-Nonais               |
| Église Saint-Martin de Laignelet                                     | Laignelet                     |         | 48° 22′ 14″ nord, 1° 08′ 55″ ouest | « IA00130916 » | |             | Église Saint-Martin de Laignelet                                     |
| Église Saint-Pierre de Laillé                                        | Laillé                        |         | 47° 58′ 42″ nord, 1° 43′ 12″ ouest | « IA00007442 » | |             | Église Saint-Pierre de Laillé                                        |
| Église Saint-Jean-Baptiste de Lalleu                                 | Lalleu                        |         | 47° 51′ 22″ nord, 1° 30′ 41″ ouest | « IA00007592 » | |             | Église Saint-Jean-Baptiste de Lalleu                                 |
| Église Notre-Dame de Landavran                                       | Landavran                     |         | 48° 09′ 31″ nord, 1° 17′ 18″ ouest | « IA00007771 » | |             | Église Notre-Dame de Landavran                                       |
| Église Saint-Tudin de Landujan                                       | Landujan                      |         | 48° 15′ 02″ nord, 1° 59′ 44″ ouest | « IA00130904 » | |             | Église Saint-Tudin de Landujan                                       |
| Église Saint-Pierre de Landéan                                       | Landéan                       |         | 48° 24′ 49″ nord, 1° 08′ 59″ ouest | « IA00007245 » | |             | Église Saint-Pierre de Landéan                                       |
| Église Saint-Martin-et-Saint-Pierre de Langan                        | Langan                        |         | 48° 14′ 42″ nord, 1° 51′ 11″ ouest | « IA00007957 » | |             | Église Saint-Martin-et-Saint-Pierre de Langan                        |
| Église Saint-Pierre de Langon                                        | Langon                        |         | 47° 43′ 11″ nord, 1° 50′ 56″ ouest | « PA00090614 » | Inscrit MH | 2002        | Église Saint-Pierre de Langon                                        |
| Église Saint-Armel de Langouët                                       | Langouët                      |         | 48° 14′ 59″ nord, 1° 49′ 19″ ouest | « IA00130863 » | |             | Église Saint-Armel de Langouët                                       |
| Église Saint-Martin de Lanrigan                                      | Lanrigan                      |         | 48° 23′ 46″ nord, 1° 42′ 04″ ouest | « IA00130838 » | |             | Église Saint-Martin de Lanrigan                                      |
| Église Saint-Martin de Lassy                                         | Lassy                         |         | 47° 58′ 46″ nord, 1° 52′ 14″ ouest | « IA00007447 » | |             | Église Saint-Martin de Lassy                                         |
| Église Notre-Dame du Châtellier                                      | Le Châtellier                 |         | 48° 25′ 00″ nord, 1° 15′ 19″ ouest | « IA00007108 » | |             | Église Notre-Dame du Châtellier                                      |
| Église Notre-Dame du Crouais                                         | Le Crouais                    |         | 48° 12′ 26″ nord, 2° 08′ 23″ ouest | « IA00130900 » | |             | Église Notre-Dame du Crouais                                         |
| Église Saint-Pierre et Saint-Paul du Ferré                           | Le Ferré                      |         | 48° 29′ 35″ nord, 1° 17′ 39″ ouest | « IA00006782 » | |             | Église Saint-Pierre et Saint-Paul du Ferré                           |
| Église Saint-Martin du Loroux                                        | Le Loroux                     |         | 48° 23′ 42″ nord, 1° 03′ 50″ ouest | « IA00007265 » | |             | Église Saint-Martin du Loroux                                        |
| Église Saint-Malo du Minihic-sur-Rance                               | Le Minihic-sur-Rance          |         | 48° 34′ 30″ nord, 2° 00′ 46″ ouest | « IA35009619 » | |             | Église Saint-Malo du Minihic-sur-Rance                               |
| Église Saint-Martin-de-Vertou du Pertre                              | Le Pertre                     |         | 48° 02′ 05″ nord, 1° 02′ 10″ ouest | « IA00130727 » | |             | Église Saint-Martin-de-Vertou du Pertre                              |
| Église Sacré-Cœur-de-Jésus du Petit-Fougeray                         | Le Petit-Fougeray             |         | 47° 55′ 39″ nord, 1° 36′ 28″ ouest | « IA00007594 » | |             | Église Sacré-Cœur-de-Jésus du Petit-Fougeray                         |
| Église Saint-Melaine de Moigné                                       | Le Rheu                       |         | 48° 04′ 48″ nord, 1° 46′ 28″ ouest | « PA00090758 » | Classé MH Ancienne chapelle Saint-Gilles, actuellement sacristie                                              | 1990        | Église Saint-Melaine de Moigné                                       |
| Église Saint-Pierre-et-Saint-Paul du Rheu                            | Le Rheu                       |         | 48° 06′ 03″ nord, 1° 47′ 43″ ouest | « IA00007823 » | |             | Église Saint-Pierre-et-Saint-Paul du Rheu                            |
| Église Saint-Martin-de-Tours du Sel-de-Bretagne                      | Le Sel-de-Bretagne            |         | 47° 53′ 47″ nord, 1° 36′ 38″ ouest | « IA00007576 » | |             | Église Saint-Martin-de-Tours du Sel-de-Bretagne                      |
| Église Saint-Maimbœuf du Theil-de-Bretagne                           | Le Theil-de-Bretagne          |         | 47° 55′ 12″ nord, 1° 25′ 46″ ouest | « IA00007374 » | |             | Église Saint-Maimbœuf du Theil-de-Bretagne                           |
| Église Saint-Martin du Tiercent                                      | Le Tiercent                   |         | 48° 21′ 01″ nord, 1° 24′ 18″ ouest | « PA00090888 » | Inscrit MH | 1926        | Église Saint-Martin du Tiercent                                      |
| Église abbatiale de la Purification-de-la-Sainte-Vierge du Tronchet  | Le Tronchet                   |         | 48° 29′ 29″ nord, 1° 50′ 05″ ouest | « PA00090892 » | Classé MH | 1933        | Église abbatiale de la Purification-de-la-Sainte-Vierge du Tronchet  |
| Église Saint-Pierre du Verger                                        | Le Verger                     |         | 48° 04′ 12″ nord, 1° 56′ 00″ ouest | « IA00130758 » | |             | Église Saint-Pierre du Verger                                        |
| Église Saint-Nicolas du Vivier-sur-Mer                               | Le Vivier-sur-Mer             |         | 48° 36′ 09″ nord, 1° 46′ 33″ ouest | « IA35025311 » | |             | Église Saint-Nicolas du Vivier-sur-Mer                               |
| Église Notre-Dame-et-Saint-Étienne des Brulais                       | Les Brulais                   |         | 47° 53′ 18″ nord, 2° 02′ 35″ ouest | « IA35002472 » | |             | Église Notre-Dame-et-Saint-Étienne des Brulais                       |
| Église Saint-Ouen des Iffs                                           | Les Iffs                      |         | 48° 17′ 19″ nord, 1° 52′ 01″ ouest | « PA00090602 » | Classé MH | 1906        | Église Saint-Ouen des Iffs                                           |
| Église Saint-Martin de Montours                                      | Les Portes du Coglais         |         | 48° 26′ 31″ nord, 1° 18′ 33″ ouest | « IA00130704 » | |             | Église Saint-Martin de Montours                                      |
| Église Saint-Pierre de La Selle-en-Coglès                            | Les Portes du Coglais         |         | 48° 26′ 15″ nord, 1° 20′ 35″ ouest | « IA00007194 » | |             | Église Saint-Pierre de La Selle-en-Coglès                            |
| Église Saint-Jean-Baptiste de Coglès                                 | Les Portes du Coglais         |         | 48° 27′ 34″ nord, 1° 21′ 52″ ouest | « IA00007181 » | |             | Église Saint-Jean-Baptiste de Coglès                                 |
| Église Saint-Melaine de Lieuron                                      | Lieuron                       |         | 47° 51′ 07″ nord, 1° 56′ 37″ ouest | « IA35007540 » | |             | Église Saint-Melaine de Lieuron                                      |
| Église Saint-Michel de Liffré                                        | Liffré                        |         | 48° 12′ 49″ nord, 1° 30′ 21″ ouest | « PA35000056 » | Inscrit MH | 2014        | Église Saint-Michel de Liffré                                        |
| Église Saint-Éloi de Lillemer                                        | Lillemer                      |         | 48° 33′ 51″ nord, 1° 51′ 42″ ouest | « IA00130813 » | |             | Église Saint-Éloi de Lillemer                                        |
| Église Notre-Dame de Livré-sur-Changeon                              | Livré-sur-Changeon            |         | 48° 13′ 07″ nord, 1° 20′ 32″ ouest | « PA00090617 » | Classé MH | 1982        | Église Notre-Dame de Livré-sur-Changeon                              |
| Église Saint-André de Lohéac                                         | Lohéac                        |         | 47° 52′ 01″ nord, 1° 53′ 00″ ouest | « IA35006903 » | |             | Église Saint-André de Lohéac                                         |
| Église Saint-Germain de Lohéac                                       | Lohéac                        |         | 47° 53′ 02″ nord, 1° 53′ 31″ ouest | « IA35007977 » | |             | Image manquante Téléverser                                           |
| Église Saint-Lubin de Longaulnay                                     | Longaulnay                    |         | 48° 18′ 33″ nord, 1° 56′ 24″ ouest | « IA00130895 » | |             | Église Saint-Lubin de Longaulnay                                     |
| Église Sainte-Anne de Lourmais                                       | Lourmais                      |         | 48° 27′ 02″ nord, 1° 43′ 39″ ouest | « IA35014253 » | |             | Église Sainte-Anne de Lourmais                                       |
| Église Saint-Armel de Loutehel                                       | Loutehel                      |         | 47° 56′ 09″ nord, 2° 04′ 49″ ouest | « IA35002895 » | |             | Église Saint-Armel de Loutehel                                       |
| Église Saint-Patern de Louvigné-de-Bais                              | Louvigné-de-Bais              |         | 48° 02′ 53″ nord, 1° 19′ 53″ ouest | « PA00090620 » | Inscrit MH | 1926        | Église Saint-Patern de Louvigné-de-Bais                              |
| Église Saint-Martin de Louvigné-du-Désert                            | Louvigné-du-Désert            |         | 48° 28′ 54″ nord, 1° 07′ 24″ ouest | « IA00006759 » | |             | Église Saint-Martin de Louvigné-du-Désert                            |
| Église Saint-Pierre de Dompierre-du-Chemin                           | Luitré-Dompierre              |         | 48° 16′ 02″ nord, 1° 08′ 37″ ouest | « IA00006855 » | |             | Église Saint-Pierre de Dompierre-du-Chemin                           |
| Église Saint-Martin de Luitré                                        | Luitré-Dompierre              |         | 48° 17′ 02″ nord, 1° 07′ 10″ ouest | « IA00007273 » | |             | Église Saint-Martin de Luitré                                        |
| Église Saint-Martin de Lécousse                                      | Lécousse                      |         | 48° 22′ 04″ nord, 1° 13′ 06″ ouest | « IA00006874 » | |             | Église Saint-Martin de Lécousse                                      |
| Église Saint-Brice de Saint-Brice-en-Coglès                          | Maen Roch                     |         | 48° 24′ 40″ nord, 1° 21′ 54″ ouest | « IA00007068 » | |             | Église Saint-Brice de Saint-Brice-en-Coglès                          |
| Église Saint-Étienne de Saint-Étienne-en-Coglès                      | Maen Roch                     |         | 48° 24′ 10″ nord, 1° 19′ 31″ ouest | « IA00007186 » | |             | Église Saint-Étienne de Saint-Étienne-en-Coglès                      |
| Église Saint-Pierre et Saint-Paul de Marcillé-Raoul                  | Marcillé-Raoul                |         | 48° 23′ 10″ nord, 1° 36′ 20″ ouest | « IA00006617 » | |             | Église Saint-Pierre et Saint-Paul de Marcillé-Raoul                  |
| Église Saint-Ouen de Marcillé-Robert                                 | Marcillé-Robert               |         | 47° 57′ 05″ nord, 1° 21′ 22″ ouest | « IA00007335 » | |             | Église Saint-Ouen de Marcillé-Robert                                 |
| Église Saint-Pierre-aux-Liens de Marpiré                             | Marpiré                       |         | 48° 08′ 30″ nord, 1° 20′ 23″ ouest | « IA00007767 » | |             | Église Saint-Pierre-aux-Liens de Marpiré                             |
| Ancienne église Saint-Pierre de Marpiré                              | Marpiré                       |         | 48° 08′ 33″ nord, 1° 20′ 20″ ouest | « IA00007766 » | |             | Ancienne église Saint-Pierre de Marpiré                              |
| Église Saint-Pierre de Martigné-Ferchaud                             | Martigné-Ferchaud             |         | 47° 49′ 49″ nord, 1° 19′ 02″ ouest | « IA00007343 » | |             | Église Saint-Pierre de Martigné-Ferchaud                             |
| Église Saint-Maxent de Maxent                                        | Maxent                        |         | 47° 59′ 00″ nord, 2° 02′ 02″ ouest | « IA35017723 » | |             | Église Saint-Maxent de Maxent                                        |
| Église de l'Immaculée-Conception de Mecé                             | Mecé                          |         | 48° 14′ 13″ nord, 1° 18′ 10″ ouest | « IA00007760 » | |             | Église de l'Immaculée-Conception de Mecé                             |
| Église Saint-Martin de Meillac                                       | Meillac                       |         | 48° 24′ 43″ nord, 1° 48′ 44″ ouest | « IA35016716 » | |             | Église Saint-Martin de Meillac                                       |
| Église Saint-Pierre de Melesse                                       | Melesse                       |         | 48° 13′ 02″ nord, 1° 41′ 50″ ouest | « IA00130781 » | |             | Église Saint-Pierre de Melesse                                       |
| Église Saint-Martin de Mellé                                         | Mellé                         |         | 48° 29′ 19″ nord, 1° 11′ 18″ ouest | « IA00006784 » | |             | Église Saint-Martin de Mellé                                         |
| Église Saint-Étienne de Mernel                                       | Mernel                        |         | 47° 53′ 52″ nord, 1° 58′ 08″ ouest | « IA35003272 » | |             | Église Saint-Étienne de Mernel                                       |
| Église Saint-Pierre de Saint-Pierre-de-Plesguen                      | Mesnil-Roc'h                  |         | 48° 26′ 51″ nord, 1° 54′ 48″ ouest | « PA00090879 » | Classé MH | 1913        | Église Saint-Pierre de Saint-Pierre-de-Plesguen                      |
| Église Saint-André de Lanhélin                                       | Mesnil-Roc'h                  |         | 48° 27′ 26″ nord, 1° 49′ 43″ ouest | « IA35015293 » | |             | Église Saint-André de Lanhélin                                       |
| Église Saint-Étienne de Tressé                                       | Mesnil-Roc'h                  |         | 48° 28′ 54″ nord, 1° 53′ 08″ ouest | « IA35014345 » | |             | Église Saint-Étienne de Tressé                                       |
| Église Saint-Pierre de Miniac-Morvan                                 | Miniac-Morvan                 |         | 48° 30′ 51″ nord, 1° 53′ 58″ ouest | « IA00130812 » | |             | Église Saint-Pierre de Miniac-Morvan                                 |
| Église Saint-Pierre de Miniac-sous-Bécherel                          | Miniac-sous-Bécherel          |         | 48° 17′ 06″ nord, 1° 55′ 51″ ouest | « IA00007963 » | |             | Église Saint-Pierre de Miniac-sous-Bécherel                          |
| Église Sainte-Marie-Madeleine de Mondevert                           | Mondevert                     |         | 48° 05′ 02″ nord, 1° 06′ 00″ ouest | « IA00130885 » | |             | Église Sainte-Marie-Madeleine de Mondevert                           |
| Église Saint-Pierre de Mont-Dol                                      | Mont-Dol                      |         | 48° 34′ 14″ nord, 1° 45′ 53″ ouest | « PA00090636 » | Inscrit MH | 1971        | Église Saint-Pierre de Mont-Dol                                      |
| Église Saint-Éloi de Montauban-de-Bretagne                           | Montauban-de-Bretagne         |         | 48° 11′ 57″ nord, 2° 02′ 52″ ouest | « IA00130911 » | |             | Église Saint-Éloi de Montauban-de-Bretagne                           |
| Église Notre-Dame-de-la-Visitation de Montautour                     | Montautour                    |         | 48° 12′ 15″ nord, 1° 08′ 52″ ouest | « IA00130880 » | |             | Église Notre-Dame-de-la-Visitation de Montautour                     |
| Église Saint-Genou-et-Saint-Étienne de Monterfil                     | Monterfil                     |         | 48° 03′ 58″ nord, 1° 58′ 42″ ouest | « IA35017161 » | |             | Église Saint-Genou-et-Saint-Étienne de Monterfil                     |
| Église Saint-Louis-Marie-Grignion-de-Montfort de Montfort-sur-Meu    | Montfort-sur-Meu              |         | 48° 08′ 16″ nord, 1° 57′ 22″ ouest | « PA35000047 » | Inscrit MH | 2013        | Église Saint-Louis-Marie-Grignion-de-Montfort de Montfort-sur-Meu    |
| Église Saint-Nicolas de Montfort-sur-Meu                             | Montfort-sur-Meu              |         | 48° 08′ 17″ nord, 1° 57′ 11″ ouest | « IA35030102 » | |             | Image manquante Téléverser                                           |
| Église Saint-Martin-de-Tours de Montgermont                          | Montgermont                   |         | 48° 09′ 24″ nord, 1° 42′ 57″ ouest | « IA35013408 » | |             | Église Saint-Martin-de-Tours de Montgermont                          |
| Église Saint-Pierre de Monthault                                     | Monthault                     |         | 48° 30′ 40″ nord, 1° 10′ 52″ ouest | « IA00006799 » | |             | Église Saint-Pierre de Monthault                                     |
| Église Notre-Dame-de-la-Visitation de Montreuil-des-Landes           | Montreuil-des-Landes          |         | 48° 14′ 50″ nord, 1° 13′ 28″ ouest | « IA00007755 » | |             | Église Notre-Dame-de-la-Visitation de Montreuil-des-Landes           |
| Église Saint-Sulpice de Montreuil-le-Gast                            | Montreuil-le-Gast             |         | 48° 14′ 48″ nord, 1° 43′ 36″ ouest | « IA00130784 » | |             | Église Saint-Sulpice de Montreuil-le-Gast                            |
| Église Saint-Pierre-Saint-Paul de Montreuil-sous-Pérouse             | Montreuil-sous-Pérouse        |         | 48° 09′ 01″ nord, 1° 14′ 07″ ouest | « IA00007744 » | |             | Église Saint-Pierre-Saint-Paul de Montreuil-sous-Pérouse             |
| Église Saint-Pierre-es-Liens de Montreuil-sur-Ille                   | Montreuil-sur-Ille            |         | 48° 18′ 26″ nord, 1° 40′ 13″ ouest | « IA00130783 » | |             | Église Saint-Pierre-es-Liens de Montreuil-sur-Ille                   |
| Église Saint-Pierre de Mordelles                                     | Mordelles                     |         | 48° 04′ 19″ nord, 1° 51′ 00″ ouest | « IA00007847 » | |             | Église Saint-Pierre de Mordelles                                     |
| Église Saint-Melaine de Mouazé                                       | Mouazé                        |         | 48° 13′ 54″ nord, 1° 36′ 32″ ouest | « IA00130785 » | |             | Église Saint-Melaine de Mouazé                                       |
| Église Saint-Martin de Moulins                                       | Moulins                       |         | 48° 00′ 11″ nord, 1° 22′ 21″ ouest | « PA00090640 » | Inscrit MH | 1974        | Église Saint-Martin de Moulins                                       |
| Église Sainte-Trinité de Moussé                                      | Moussé                        |         | 47° 55′ 27″ nord, 1° 16′ 12″ ouest | « IA00130831 » | |             | Église Sainte-Trinité de Moussé                                      |
| Église Saint-Martin de Moutiers                                      | Moutiers                      |         | 47° 57′ 59″ nord, 1° 12′ 49″ ouest | « PA00090641 » | Inscrit MH | 1977        | Église Saint-Martin de Moutiers                                      |
| Église Notre-Dame-de-l'Assomption de Muel                            | Muel                          |         | 48° 07′ 37″ nord, 2° 09′ 31″ ouest | « IA00130903 » | |             | Église Notre-Dame-de-l'Assomption de Muel                            |
| Église Saint-Pierre de Médréac                                       | Médréac                       |         | 48° 16′ 02″ nord, 2° 03′ 57″ ouest | « IA00130908 » | |             | Église Saint-Pierre de Médréac                                       |
| Église Saint-Martin de Mézières-sur-Couesnon                         | Mézières-sur-Couesnon         |         | 48° 17′ 46″ nord, 1° 25′ 59″ ouest | « IA00130914 » | |             | Église Saint-Martin de Mézières-sur-Couesnon                         |
| Église Saint-Martin-de-Tours de Nouvoitou                            | Nouvoitou                     |         | 48° 02′ 31″ nord, 1° 32′ 50″ ouest | « IA35031337 » | |             | Église Saint-Martin-de-Tours de Nouvoitou                            |
| Église Saint-Martin de Noyal-sur-Seiche                              | Noyal-Châtillon-sur-Seiche    |         | 48° 02′ 34″ nord, 1° 39′ 46″ ouest | « IA00008013 » | |             | Église Saint-Martin de Noyal-sur-Seiche                              |
| Église Saint-Léonard de Châtillon-sur-Seiche                         | Noyal-Châtillon-sur-Seiche    |         | 48° 02′ 19″ nord, 1° 40′ 03″ ouest | « PA35000091 » | Inscrit MH | 2022        | Église Saint-Léonard de Châtillon-sur-Seiche                         |
| Église Saint-Martin de Noyal-sous-Bazouges                           | Noyal-sous-Bazouges           |         | 48° 24′ 48″ nord, 1° 37′ 33″ ouest | « IA00006625 » | |             | Église Saint-Martin de Noyal-sous-Bazouges                           |
| Église Saint-Pierre de Noyal-sur-Vilaine                             | Noyal-sur-Vilaine             |         | 48° 06′ 52″ nord, 1° 31′ 27″ ouest | « PA35000060 » | Inscrit MH | 2014        | Église Saint-Pierre de Noyal-sur-Vilaine                             |
| Église Saint-Martin d'Orgères                                        | Orgères                       |         | 47° 59′ 45″ nord, 1° 40′ 08″ ouest | « IA00008026 » | |             | Église Saint-Martin d'Orgères                                        |
| Église Saint-Melaine de Pacé                                         | Pacé                          |         | 48° 08′ 51″ nord, 1° 46′ 23″ ouest | « PA00090649 » | Inscrit MH | 1968        | Église Saint-Melaine de Pacé                                         |
| Église abbatiale Notre-Dame de Paimpont                              | Paimpont                      |         | 48° 01′ 09″ nord, 2° 10′ 26″ ouest | « PA00090651 » | Classé MH | 1966        | Église abbatiale Notre-Dame de Paimpont                              |
| Église Saint-Martin de Pancé                                         | Pancé                         |         | 47° 52′ 55″ nord, 1° 39′ 38″ ouest | « IA00007514 » | |             | Église Saint-Martin de Pancé                                         |
| Église Saint-Pierre de Parcé                                         | Parcé                         |         | 48° 16′ 22″ nord, 1° 12′ 06″ ouest | « IA00006884 » | |             | Église Saint-Pierre de Parcé                                         |
| Église Notre-Dame de Parigné                                         | Parigné                       |         | 48° 25′ 43″ nord, 1° 11′ 24″ ouest | « IA00130917 » | |             | Église Notre-Dame de Parigné                                         |
| Église Notre-Dame de Parthenay-de-Bretagne                           | Parthenay-de-Bretagne         |         | 48° 11′ 31″ nord, 1° 49′ 49″ ouest | « PA00090652 » | Inscrit MH | 1939        | Église Notre-Dame de Parthenay-de-Bretagne                           |
| Église Saint-Luczot et Saint-Nicolas de Pipriac                      | Pipriac                       |         | 47° 48′ 31″ nord, 1° 56′ 49″ ouest | « IA35007787 » | |             | Église Saint-Luczot et Saint-Nicolas de Pipriac                      |
| Église Saint-Pierre de Chancé                                        | Piré-Chancé                   |         | 48° 02′ 08″ nord, 1° 22′ 52″ ouest | « IA00130868 » | |             | Église Saint-Pierre de Chancé                                        |
| Église Saint-Pierre-et-Saint-Paul de Piré-sur-Seiche                 | Piré-Chancé                   |         | 48° 00′ 31″ nord, 1° 25′ 46″ ouest | « IA00130805 » | |             | Église Saint-Pierre-et-Saint-Paul de Piré-sur-Seiche                 |
| Église Saint-Martin-de-Tours de Pleine-Fougères                      | Pleine-Fougères               |         | 48° 32′ 02″ nord, 1° 33′ 50″ ouest | « IA00130787 » | |             | Église Saint-Martin-de-Tours de Pleine-Fougères                      |
| Église Sainte-Trinité et Saint-Augustin de Plerguer                  | Plerguer                      |         | 48° 31′ 40″ nord, 1° 50′ 52″ ouest | « IA00130808 » | |             | Église Sainte-Trinité et Saint-Augustin de Plerguer                  |
| Église Saint-Martin-de-Tours de Plesder                              | Plesder                       |         | 48° 24′ 47″ nord, 1° 55′ 27″ ouest | « IA00130896 » | |             | Église Saint-Martin-de-Tours de Plesder                              |
| Église Saint-Étienne de Pleugueneuc                                  | Pleugueneuc                   |         | 48° 23′ 51″ nord, 1° 54′ 15″ ouest | « IA00130894 » | |             | Église Saint-Étienne de Pleugueneuc                                  |
| Église Saint-Pierre de Pleumeleuc                                    | Pleumeleuc                    |         | 48° 11′ 04″ nord, 1° 55′ 08″ ouest | « IA00130760 » | |             | Église Saint-Pierre de Pleumeleuc                                    |
| Église Saint-Pierre de Pleurtuit                                     | Pleurtuit                     |         | 48° 34′ 46″ nord, 2° 03′ 36″ ouest | « IA35003961 » | |             | Église Saint-Pierre de Pleurtuit                                     |
| Église Saint-Pierre de Pléchâtel                                     | Pléchâtel                     |         | 47° 53′ 41″ nord, 1° 45′ 00″ ouest | « IA00007525 » | |             | Église Saint-Pierre de Pléchâtel                                     |
| Église Saint-Étienne du Thélin                                       | Plélan-le-Grand               |         | 47° 57′ 42″ nord, 2° 06′ 14″ ouest | « IA35018970 » | |             | Image manquante Téléverser                                           |
| Église Saint-Pierre de Plélan-le-Grand                               | Plélan-le-Grand               |         | 48° 00′ 07″ nord, 2° 06′ 07″ ouest | « IA35018969 » | |             | Église Saint-Pierre de Plélan-le-Grand                               |
| Église Notre-Dame de Pocé-les-Bois                                   | Pocé-les-Bois                 |         | 48° 06′ 54″ nord, 1° 14′ 56″ ouest | « IA00007730 » | |             | Église Notre-Dame de Pocé-les-Bois                                   |
| Ancienne église Notre-Dame-de-la-Nativité de Pocé-les-Bois           | Pocé-les-Bois                 |         | 48° 06′ 52″ nord, 1° 14′ 55″ ouest | « IA00007732 » | |             | Ancienne église Notre-Dame-de-la-Nativité de Pocé-les-Bois           |
| Église Saint-Martin de Poilley                                       | Poilley                       |         | 48° 27′ 57″ nord, 1° 15′ 44″ ouest | « IA00006811 » | |             | Église Saint-Martin de Poilley                                       |
| Église Saint-Donatien-et-Saint-Rogatien de Poligné                   | Poligné                       |         | 47° 53′ 17″ nord, 1° 41′ 12″ ouest | « IA00007542 » | |             | Église Saint-Donatien-et-Saint-Rogatien de Poligné                   |
| Église Saint-Mélaine de Pont-Péan                                    | Pont-Péan                     |         | 48° 00′ 49″ nord, 1° 42′ 38″ ouest | « IA35047777 » | |             | Église Saint-Mélaine de Pont-Péan                                    |
| Église Saint-Martin-de-Tours de Princé                               | Princé                        |         | 48° 13′ 00″ nord, 1° 05′ 19″ ouest | « IA00130881 » | |             | Église Saint-Martin-de-Tours de Princé                               |
| Église Saint-Pierre-et-Saint-Paul de Québriac                        | Québriac                      |         | 48° 20′ 39″ nord, 1° 49′ 38″ ouest | « IA00130839 » | |             | Église Saint-Pierre-et-Saint-Paul de Québriac                        |
| Église Saint-Pierre de Quédillac                                     | Quédillac                     |         | 48° 15′ 00″ nord, 2° 08′ 31″ ouest | « IA00130901 » | |             | Église Saint-Pierre de Quédillac                                     |
| Église Saint-Crépin-et-Saint-Crépinien de Rannée                     | Rannée                        |         | 47° 55′ 24″ nord, 1° 14′ 28″ ouest | « PA00090663 » | Inscrit MH | 1974        | Église Saint-Crépin-et-Saint-Crépinien de Rannée                     |
| Abbatiale Saint-Sauveur de Redon                                     | Redon                         |         | 47° 39′ 02″ nord, 2° 05′ 01″ ouest | « PA00090666 » | Classé MH | 1862        | Abbatiale Saint-Sauveur de Redon                                     |
| Église Saint-Charles de Redon                                        | Redon                         |         | 47° 39′ 32″ nord, 2° 04′ 34″ ouest | « IA00130924 » | |             | Église Saint-Charles de Redon                                        |
| Église Saint-André de Renac                                          | Renac                         |         | 47° 43′ 11″ nord, 1° 58′ 32″ ouest | « IA35012272 » | |             | Église Saint-André de Renac                                          |
| Cathédrale Saint-Pierre de Rennes                                    | Rennes                        |         | 48° 06′ 42″ nord, 1° 41′ 00″ ouest | « PA00090675 » | Classé MH | 1906        | Cathédrale Saint-Pierre de Rennes                                    |
| Basilique Notre-Dame-de-Bonne-Nouvelle de Rennes                     | Rennes                        |         | 48° 06′ 54″ nord, 1° 40′ 49″ ouest | « IA35023659 » | |             | Basilique Notre-Dame-de-Bonne-Nouvelle de Rennes                     |
| Basilique Saint-Sauveur de Rennes                                    | Rennes                        |         | 48° 06′ 42″ nord, 1° 40′ 54″ ouest | « PA00090673 » | Inscrit MH | 1942        | Basilique Saint-Sauveur de Rennes                                    |
| Notre-Dame-en-Saint-Melaine de Rennes                                | Rennes                        |         | 48° 06′ 53″ nord, 1° 40′ 23″ ouest | « PA00090672 » | Classé MH | 2013        | Notre-Dame-en-Saint-Melaine de Rennes                                |
| Église Saint-Germain de Rennes                                       | Rennes                        |         | 48° 06′ 40″ nord, 1° 40′ 36″ ouest | « PA00090682 » | Classé MH | 1914        | Église Saint-Germain de Rennes                                       |
| Église Saint-Étienne de Rennes                                       | Rennes                        |         | 48° 06′ 45″ nord, 1° 41′ 09″ ouest | « PA00090681 » | Inscrit MH | 1978        | Église Saint-Étienne de Rennes                                       |
| Église Toussaints de Rennes                                          | Rennes                        |         | 48° 06′ 33″ nord, 1° 40′ 34″ ouest | « PA00090683 » | Classé MH | 1922        | Église Toussaints de Rennes                                          |
| Église des Sacrés-Cœurs de Rennes                                    | Rennes                        |         | 48° 05′ 54″ nord, 1° 40′ 51″ ouest | « IA35019960 » | |             | Église des Sacrés-Cœurs de Rennes                                    |
| Église Sainte-Thérèse de Rennes                                      | Rennes                        |         | 48° 05′ 43″ nord, 1° 40′ 03″ ouest | « PA35000071 » | Inscrit MH | 2015        | Image manquante Téléverser                                           |
| Église Saint-Martin de Rennes                                        | Rennes                        |         | 48° 07′ 27″ nord, 1° 41′ 03″ ouest | « IA35019957 » | |             | Église Saint-Martin de Rennes                                        |
| Église Sainte-Jeanne-d'Arc de Rennes                                 | Rennes                        |         | 48° 06′ 59″ nord, 1° 39′ 22″ ouest | « IA35019948 » | |             | Église Sainte-Jeanne-d'Arc de Rennes                                 |
| Église Saint-Hélier de Rennes                                        | Rennes                        |         | 48° 06′ 11″ nord, 1° 39′ 40″ ouest | « IA35019954 » | |             | Église Saint-Hélier de Rennes                                        |
| Église Saint-Augustin de Rennes                                      | Rennes                        |         | 48° 07′ 19″ nord, 1° 38′ 58″ ouest |                | |             | Église Saint-Augustin de Rennes                                      |
| Église Saint-Benoît de Rennes                                        | Rennes                        |         | 48° 05′ 16″ nord, 1° 39′ 48″ ouest | « IA35023924 » | |             | Église Saint-Benoît de Rennes                                        |
| Église Saint-Clément de Rennes                                       | Rennes                        |         | 48° 06′ 17″ nord, 1° 42′ 22″ ouest | « IA35023926 » | |             | Image manquante Téléverser                                           |
| Église Sainte-Anne de Rennes                                         | Rennes                        |         | 48° 06′ 30″ nord, 1° 42′ 03″ ouest | « IA35019823 » | |             | Église Sainte-Anne de Rennes                                         |
| Église Saint-Jean-Marie-Vianney de Rennes                            | Rennes                        |         | 48° 07′ 48″ nord, 1° 39′ 34″ ouest | « IA35023923 » | |             | Église Saint-Jean-Marie-Vianney de Rennes                            |
| Église Saint-Joseph de Rennes                                        | Rennes                        |         | 48° 05′ 36″ nord, 1° 38′ 56″ ouest | « IA35023922 » | |             | Image manquante Téléverser                                           |
| Église Saint-Laurent de Rennes                                       | Rennes                        |         | 48° 07′ 29″ nord, 1° 39′ 54″ ouest | « IA35023920 » | |             | Église Saint-Laurent de Rennes                                       |
| Église Saint-Paul de Rennes                                          | Rennes                        |         | 48° 06′ 47″ nord, 1° 41′ 48″ ouest | « IA35023916 » | |             | Église Saint-Paul de Rennes                                          |
| Église Saint-Yves de Rennes                                          | Rennes                        |         | 48° 05′ 33″ nord, 1° 41′ 26″ ouest | « IA35020957 » | |             | Église Saint-Yves de Rennes                                          |
| Église Saint-Luc de Villejean, Beauregard                            | Rennes                        |         | 48° 07′ 08″ nord, 1° 42′ 26″ ouest | « IA35023919 » | |             | Image manquante Téléverser                                           |
| Église Saint-Marc de Villejean, Beauregard                           | Rennes                        |         | 48° 07′ 19″ nord, 1° 43′ 05″ ouest | « IA35023918 » | |             | Image manquante Téléverser                                           |
| Église Saint-Marcel de Rennes                                        | Rennes                        |         | 48° 05′ 15″ nord, 1° 40′ 59″ ouest | « IA35023917 » | |             | Image manquante Téléverser                                           |
| Ancienne église Saint-Aubin de Rennes                                | Rennes                        |         | 48° 06′ 52″ nord, 1° 40′ 51″ ouest |                | |             | Image manquante Téléverser                                           |
| Église Saint-Pierre de Retiers                                       | Retiers                       |         | 47° 54′ 49″ nord, 1° 22′ 46″ ouest | « IA00007302 » | |             | Église Saint-Pierre de Retiers                                       |
| Église Notre-Dame de Rimou                                           | Rimou                         |         | 48° 23′ 55″ nord, 1° 30′ 46″ ouest | « IA00006681 » | |             | Église Notre-Dame de Rimou                                           |
| Église Saint-Georges de Saint-Georges-de-Chesné                      | Rives-du-Couesnon             |         | 48° 16′ 25″ nord, 1° 17′ 29″ ouest | « IA00130703 » | |             | Église Saint-Georges de Saint-Georges-de-Chesné                      |
| Église Saint-Martin de Vendel                                        | Rives-du-Couesnon             |         | 48° 17′ 55″ nord, 1° 18′ 37″ ouest | « PA35000052 » | Inscrit MH | 2013        | Église Saint-Martin de Vendel                                        |
| Église Saint-Jean-Baptiste de Saint-Jean-sur-Couesnon                | Rives-du-Couesnon             |         | 48° 17′ 28″ nord, 1° 22′ 01″ ouest | « IA00007016 » | |             | Église Saint-Jean-Baptiste de Saint-Jean-sur-Couesnon                |
| Église Saint-Marc de Saint-Marc-sur-Couesnon                         | Rives-du-Couesnon             |         | 48° 18′ 13″ nord, 1° 21′ 58″ ouest | « IA00007029 » | |             | Église Saint-Marc de Saint-Marc-sur-Couesnon                         |
| Église Sainte-Anne de Romagné                                        | Romagné                       |         | 48° 20′ 34″ nord, 1° 16′ 34″ ouest | « PA00090759 » | Inscrit MH | 1926        | Église Sainte-Anne de Romagné                                        |
| Église Saint-Pierre et Saint-Paul de Romazy                          | Romazy                        |         | 48° 22′ 33″ nord, 1° 29′ 52″ ouest | « IA00130779 » | |             | Église Saint-Pierre et Saint-Paul de Romazy                          |
| Église Saint-Martin-de-Tours de Romillé                              | Romillé                       |         | 48° 12′ 57″ nord, 1° 53′ 31″ ouest | « IA00007975 » | |             | Église Saint-Martin-de-Tours de Romillé                              |
| Église Saint-Pierre de Roz-Landrieux                                 | Roz-Landrieux                 |         | 48° 32′ 38″ nord, 1° 48′ 52″ ouest | « IA35025313 » | |             | Église Saint-Pierre de Roz-Landrieux                                 |
| Église Saint-Martin-de-Tours de Roz-sur-Couesnon                     | Roz-sur-Couesnon              |         | 48° 35′ 19″ nord, 1° 35′ 33″ ouest | « IA00130793 » | |             | Église Saint-Martin-de-Tours de Roz-sur-Couesnon                     |
| Église Saint-Pierre de Sains                                         | Sains                         |         | 48° 33′ 07″ nord, 1° 35′ 05″ ouest | « IA00130788 » | |             | Église Saint-Pierre de Sains                                         |
| Église Saint-Armel de Saint-Armel (Ille-et-Vilaine)                  | Saint-Armel                   |         | 48° 00′ 48″ nord, 1° 35′ 28″ ouest | « PA00090762 » | Inscrit MH | 1988        | Église Saint-Armel de Saint-Armel (Ille-et-Vilaine)                  |
| Église Saint-Aubin de Saint-Aubin-d'Aubigné                          | Saint-Aubin-d'Aubigné         |         | 48° 15′ 44″ nord, 1° 36′ 26″ ouest | « IA00130772 » | |             | Église Saint-Aubin de Saint-Aubin-d'Aubigné                          |
| Église Saint-Aubin de Saint-Aubin-des-Landes                         | Saint-Aubin-des-Landes        |         | 48° 05′ 38″ nord, 1° 17′ 48″ ouest | « IA00007723 » | |             | Église Saint-Aubin de Saint-Aubin-des-Landes                         |
| Église Saint-Aubin de Saint-Aubin-du-Cormier                         | Saint-Aubin-du-Cormier        |         | 48° 15′ 41″ nord, 1° 23′ 53″ ouest | « PA35000072 » | Inscrit MH | 2015        | Église Saint-Aubin de Saint-Aubin-du-Cormier                         |
| Église Saint-Benoît de Saint-Benoît-des-Ondes                        | Saint-Benoît-des-Ondes        |         | 48° 36′ 59″ nord, 1° 51′ 03″ ouest | « IA35003469 » | |             | Église Saint-Benoît de Saint-Benoît-des-Ondes                        |
| Église Saint-Briac de Saint-Briac-sur-Mer                            | Saint-Briac-sur-Mer           |         | 48° 37′ 08″ nord, 2° 08′ 01″ ouest | « PA00090766 » | Classé MH Clocher                                                                                             | 1908        | Église Saint-Briac de Saint-Briac-sur-Mer                            |
| Église de Saint-Brieuc-des-Iffs                                      | Saint-Brieuc-des-Iffs         |         | 48° 17′ 30″ nord, 1° 51′ 05″ ouest | « IA00007989 » | |             | Église de Saint-Brieuc-des-Iffs                                      |
| Église Saint-Brandan de Saint-Broladre                               | Saint-Broladre                |         | 48° 35′ 10″ nord, 1° 39′ 23″ ouest | « IA00130790 » | |             | Église Saint-Brandan de Saint-Broladre                               |
| Église Saint-Christophe de Saint-Christophe-de-Valains               | Saint-Christophe-de-Valains   |         | 48° 20′ 34″ nord, 1° 26′ 46″ ouest | « IA00006994 » | |             | Église Saint-Christophe de Saint-Christophe-de-Valains               |
| Église Saint-Christophe de Saint-Christophe-des-Bois                 | Saint-Christophe-des-Bois     |         | 48° 13′ 34″ nord, 1° 14′ 54″ ouest | « IA00007717 » | |             | Église Saint-Christophe de Saint-Christophe-des-Bois                 |
| Église Saint-Colomban de Saint-Coulomb                               | Saint-Coulomb                 |         | 48° 40′ 31″ nord, 1° 54′ 40″ ouest | « IA35003200 » | |             | Église Saint-Colomban de Saint-Coulomb                               |
| Église Saint-Didier de Saint-Didier (Ille-et-Vilaine)                | Saint-Didier                  |         | 48° 05′ 42″ nord, 1° 22′ 19″ ouest | « IA00130754 » | |             | Église Saint-Didier de Saint-Didier (Ille-et-Vilaine)                |
| Église Saint-Docmaël de Saint-Domineuc                               | Saint-Domineuc                |         | 48° 22′ 21″ nord, 1° 52′ 33″ ouest | « IA00130891 » | |             | Église Saint-Docmaël de Saint-Domineuc                               |
| Église Saint-Hermeland de Saint-Erblon                               | Saint-Erblon                  |         | 48° 01′ 12″ nord, 1° 39′ 06″ ouest | « IA00008126 » | |             | Église Saint-Hermeland de Saint-Erblon                               |
| Église Saint-Quentin de Saint-Ganton                                 | Saint-Ganton                  |         | 47° 45′ 17″ nord, 1° 53′ 04″ ouest | « IA35006133 » | |             | Église Saint-Quentin de Saint-Ganton                                 |
| Église Saint-Georges de Saint-Georges-de-Gréhaigne                   | Saint-Georges-de-Gréhaigne    |         | 48° 34′ 10″ nord, 1° 32′ 55″ ouest | « PA00090778 » | Inscrit MH | 1926        | Église Saint-Georges de Saint-Georges-de-Gréhaigne                   |
| Église Saint-Georges de Saint-Georges-de-Reintembault                | Saint-Georges-de-Reintembault |         | 48° 30′ 30″ nord, 1° 14′ 42″ ouest | « IA00130918 » | |             | Église Saint-Georges de Saint-Georges-de-Reintembault                |
| Église Saint-Germain de Saint-Germain-du-Pinel                       | Saint-Germain-du-Pinel        |         | 48° 00′ 42″ nord, 1° 09′ 58″ ouest | « IA00130728 » | |             | Église Saint-Germain de Saint-Germain-du-Pinel                       |
| Église Saint-Germain-d'Auxerre de Saint-Germain-en-Coglès            | Saint-Germain-en-Coglès       |         | 48° 24′ 21″ nord, 1° 15′ 44″ ouest | « IA00007084 » | |             | Église Saint-Germain-d'Auxerre de Saint-Germain-en-Coglès            |
| Église Saint-Germain de Saint-Germain-sur-Ille                       | Saint-Germain-sur-Ille        |         | 48° 14′ 57″ nord, 1° 39′ 37″ ouest | « IA00130776 » | |             | Église Saint-Germain de Saint-Germain-sur-Ille                       |
| Église Saint-Pierre de Saint-Gilles                                  | Saint-Gilles                  |         | 48° 09′ 14″ nord, 1° 49′ 45″ ouest | « IA00007870 » | |             | Église Saint-Pierre de Saint-Gilles                                  |
| Église Saint-Gondran de Saint-Gondran                                | Saint-Gondran                 |         | 48° 15′ 59″ nord, 1° 50′ 06″ ouest | « IA00130864 » | |             | Église Saint-Gondran de Saint-Gondran                                |
| Église Saint-Guillaume de Saint-Gonlay                               | Saint-Gonlay                  |         | 48° 06′ 50″ nord, 2° 03′ 58″ ouest | « PA35000073 » | Inscrit MH | 2015        | Église Saint-Guillaume de Saint-Gonlay                               |
| Église Saint-Grégoire-le-Grand de Saint-Grégoire                     | Saint-Grégoire                |         | 48° 09′ 13″ nord, 1° 40′ 56″ ouest | « IA35013622 » | |             | Église Saint-Grégoire-le-Grand de Saint-Grégoire                     |
| Église Saint-Guinou de Saint-Guinoux                                 | Saint-Guinoux                 |         | 48° 34′ 32″ nord, 1° 52′ 57″ ouest | « IA00130810 » | |             | Église Saint-Guinou de Saint-Guinoux                                 |
| Église Saint-Hilaire de Saint-Hilaire-des-Landes                     | Saint-Hilaire-des-Landes      |         | 48° 21′ 05″ nord, 1° 21′ 25″ ouest | « IA00007156 » | |             | Église Saint-Hilaire de Saint-Hilaire-des-Landes                     |
| Église Saint-Jacques-le-Majeur de Saint-Jacques-de-la-Lande          | Saint-Jacques-de-la-Lande     |         | 48° 04′ 01″ nord, 1° 43′ 06″ ouest | « IA00130852 » | |             | Église Saint-Jacques-le-Majeur de Saint-Jacques-de-la-Lande          |
| Église Saint-Jean-Baptiste de Saint-Jean-sur-Vilaine                 | Saint-Jean-sur-Vilaine        |         | 48° 06′ 59″ nord, 1° 21′ 42″ ouest | « IA00130755 » | |             | Église Saint-Jean-Baptiste de Saint-Jean-sur-Vilaine                 |
| Église Saint-Jean-Baptiste de Saint-Jouan-des-Guérets                | Saint-Jouan-des-Guérets       |         | 48° 35′ 57″ nord, 1° 58′ 22″ ouest | « IA00130890 » | |             | Église Saint-Jean-Baptiste de Saint-Jouan-des-Guérets                |
| Église Saint-Just de Saint-Just (Ille-et-Vilaine)                    | Saint-Just                    |         | 47° 45′ 55″ nord, 1° 57′ 40″ ouest | « IA35006994 » | |             | Église Saint-Just de Saint-Just (Ille-et-Vilaine)                    |
| Vieille église de Saint-Lunaire                                      | Saint-Lunaire                 |         | 48° 38′ 02″ nord, 2° 06′ 30″ ouest | « PA00090796 » | Classé MH | 1913        | Vieille église de Saint-Lunaire                                      |
| Église Saint-Lunaire de Saint-Lunaire                                | Saint-Lunaire                 |         | 48° 38′ 06″ nord, 2° 06′ 28″ ouest | « IA35005069 » | |             | Église Saint-Lunaire de Saint-Lunaire                                |
| Église Saint-Léger de Saint-Léger-des-Prés                           | Saint-Léger-des-Prés          |         | 48° 23′ 41″ nord, 1° 38′ 57″ ouest | « PA00090794 » | Inscrit MH | 1980        | Église Saint-Léger de Saint-Léger-des-Prés                           |
| Église Saint-Mervon de Saint-M'Hervon                                | Saint-M'Hervon                |         | 48° 13′ 39″ nord, 2° 03′ 32″ ouest | « IA00130909 » | |             | Église Saint-Mervon de Saint-M'Hervon                                |
| Église Saint-Éloi de Saint-M'Hervé                                   | Saint-M'Hervé                 |         | 48° 10′ 42″ nord, 1° 07′ 01″ ouest | « IA00130882 » | |             | Église Saint-Éloi de Saint-M'Hervé                                   |
| Cathédrale Saint-Vincent de Saint-Malo                               | Saint-Malo                    |         | 48° 38′ 58″ nord, 2° 01′ 32″ ouest | « PA00090798 » | Classé MH Cathédrale à l'exclusion du clocher                                                                 | 1910        | Cathédrale Saint-Vincent de Saint-Malo                               |
| Cathédrale Saint-Pierre d'Aleth                                      | Saint-Malo                    |         | 48° 38′ 09″ nord, 2° 01′ 37″ ouest | « PA00090800 » | Inscrit MH | 1945        | Cathédrale Saint-Pierre d'Aleth                                      |
| Église Sainte-Croix de Saint-Malo                                    | Saint-Malo                    |         | 48° 38′ 02″ nord, 2° 01′ 11″ ouest | « PA00090806 » | Inscrit MH | 1970        | Église Sainte-Croix de Saint-Malo                                    |
| Église Saint-Jean-l'Évangéliste de Saint-Servan                      | Saint-Malo                    |         | 48° 37′ 55″ nord, 2° 00′ 04″ ouest | « IA00130950 » | |             | Image manquante Téléverser                                           |
| Église Saint-Ideuc de Saint-Malo                                     | Saint-Malo                    |         | 48° 39′ 46″ nord, 1° 58′ 29″ ouest | « PA00090807 » | Inscrit MH | 1970        | Église Saint-Ideuc de Saint-Malo                                     |
| Église Saint-Sauveur de Saint-Malo                                   | Saint-Malo                    |         | 48° 38′ 50″ nord, 2° 01′ 39″ ouest | « PA00090808 » | Inscrit MH | 1946        | Église Saint-Sauveur de Saint-Malo                                   |
| Église Saint-Barthélemy de Château-Malo                              | Saint-Malo                    |         | 48° 36′ 53″ nord, 1° 57′ 31″ ouest | « IA00130948 » | |             | Église Saint-Barthélemy de Château-Malo                              |
| Église Saint-François-Xavier de Saint-Malo                           | Saint-Malo                    |         | 48° 38′ 15″ nord, 1° 59′ 30″ ouest | « IA00130951 » | |             | Image manquante Téléverser                                           |
| Église Notre-Dame-des-Grèves de Saint-Malo                           | Saint-Malo                    |         | 48° 39′ 05″ nord, 2° 00′ 20″ ouest |                | |             | Image manquante Téléverser                                           |
| Ancienne église Saint-Malo de Paramé                                 | Saint-Malo                    |         | 48° 39′ 29″ nord, 1° 58′ 58″ ouest | « IA00130947 » | |             | Ancienne église Saint-Malo de Paramé                                 |
| Église Saint-Michel de Rothéneuf                                     | Saint-Malo                    |         | 48° 40′ 54″ nord, 1° 58′ 06″ ouest | « IA00130946 » | |             | Église Saint-Michel de Rothéneuf                                     |
| Église Saint-Malo de Paramé                                          | Saint-Malo                    |         | 48° 39′ 24″ nord, 1° 59′ 03″ ouest | « IA00131079 » | |             | Église Saint-Malo de Paramé                                          |
| Église Saint-Malo de Saint-Malo-de-Phily                             | Saint-Malo-de-Phily           |         | 47° 52′ 38″ nord, 1° 47′ 13″ ouest | « PA35000074 » | Inscrit MH | 2015        | Église Saint-Malo de Saint-Malo-de-Phily                             |
| Église Saint-Malo de Saint-Malon-sur-Mel                             | Saint-Malon-sur-Mel           |         | 48° 05′ 36″ nord, 2° 05′ 54″ ouest | « IA00130857 » | |             | Église Saint-Malo de Saint-Malon-sur-Mel                             |
| Église Saint-Martin-de-Tours de Baillé                               | Saint-Marc-le-Blanc           |         | 48° 21′ 34″ nord, 1° 22′ 51″ ouest | « IA00007218 » | |             | Église Saint-Martin-de-Tours de Baillé                               |
| Église Saint-Pierre de Saint-Marc-le-Blanc                           | Saint-Marc-le-Blanc           |         | 48° 21′ 54″ nord, 1° 24′ 32″ ouest | « IA00007123 » | |             | Église Saint-Pierre de Saint-Marc-le-Blanc                           |
| Église Saint-Marcan de Saint-Marcan                                  | Saint-Marcan                  |         | 48° 35′ 18″ nord, 1° 38′ 01″ ouest | « IA00130874 » | |             | Église Saint-Marcan de Saint-Marcan                                  |
| Église Saint-Maugan de Saint-Maugan                                  | Saint-Maugan                  |         | 48° 08′ 04″ nord, 2° 04′ 58″ ouest | « IA00130697 » | |             | Église Saint-Maugan de Saint-Maugan                                  |
| Église de Saint-Médard-sur-Ille                                      | Saint-Médard-sur-Ille         |         | 48° 16′ 24″ nord, 1° 39′ 38″ ouest | « IA00130782 » | |             | Église de Saint-Médard-sur-Ille                                      |
| Église abbatiale Saint-Méen de Saint-Méen-le-Grand                   | Saint-Méen-le-Grand           |         | 48° 11′ 16″ nord, 2° 11′ 37″ ouest | « PA00090875 » | Classé MH | 1990        | Église abbatiale Saint-Méen de Saint-Méen-le-Grand                   |
| Église Saint-Méloir de Saint-Méloir-des-Ondes                        | Saint-Méloir-des-Ondes        |         | 48° 38′ 15″ nord, 1° 54′ 11″ ouest | « IA35003572 » | |             | Église Saint-Méloir de Saint-Méloir-des-Ondes                        |
| Église Saint-Onen de Saint-Onen-la-Chapelle                          | Saint-Onen-la-Chapelle        |         | 48° 10′ 37″ nord, 2° 10′ 26″ ouest | « IA00130899 » | |             | Église Saint-Onen de Saint-Onen-la-Chapelle                          |
| Église Saint-Ouen de Saint-Ouen-des-Alleux                           | Saint-Ouen-des-Alleux         |         | 48° 19′ 41″ nord, 1° 25′ 34″ ouest | « IA00007044 » | |             | Église Saint-Ouen de Saint-Ouen-des-Alleux                           |
| Église Saint-Pern de Saint-Pern                                      | Saint-Pern                    |         | 48° 17′ 18″ nord, 1° 59′ 17″ ouest | « IA00007999 » | |             | Église Saint-Pern de Saint-Pern                                      |
| Église Saint-Pierre de Saint-Père-Marc-en-Poulet                     | Saint-Père-Marc-en-Poulet     |         | 48° 35′ 16″ nord, 1° 55′ 28″ ouest | « IA00130811 » | |             | Église Saint-Pierre de Saint-Père-Marc-en-Poulet                     |
| Église Saint-Pierre-et-Saint-Péran de Saint-Péran                    | Saint-Péran                   |         | 48° 03′ 16″ nord, 2° 03′ 26″ ouest | « IA35017448 » | |             | Église Saint-Pierre-et-Saint-Péran de Saint-Péran                    |
| Église Saint-Rémy de Saint-Rémy-du-Plain                             | Saint-Rémy-du-Plain           |         | 48° 22′ 09″ nord, 1° 34′ 17″ ouest | « IA00006654 » | |             | Église Saint-Rémy de Saint-Rémy-du-Plain                             |
| Église Saint-Sauveur de Saint-Sauveur-des-Landes                     | Saint-Sauveur-des-Landes      |         | 48° 20′ 33″ nord, 1° 18′ 46″ ouest | « IA00006911 » | |             | Église Saint-Sauveur de Saint-Sauveur-des-Landes                     |
| Église Saint-Abdon-et-Saint-Sennen de Saint-Senoux                   | Saint-Senoux                  |         | 47° 54′ 18″ nord, 1° 47′ 15″ ouest | « IA00007889 » | |             | Église Saint-Abdon-et-Saint-Sennen de Saint-Senoux                   |
| Église Saint-Suliac de Saint-Suliac                                  | Saint-Suliac                  |         | 48° 34′ 12″ nord, 1° 58′ 24″ ouest | « PA00090880 » | Classé MH | 2001        | Église Saint-Suliac de Saint-Suliac                                  |
| Église Saint-Sulpice de Saint-Sulpice-des-Landes                     | Saint-Sulpice-des-Landes      |         | 47° 45′ 59″ nord, 1° 37′ 25″ ouest | « IA00007694 » | |             | Église Saint-Sulpice de Saint-Sulpice-des-Landes                     |
| Église Saint-Sulpice de Saint-Sulpice-la-Forêt                       | Saint-Sulpice-la-Forêt        |         | 48° 13′ 07″ nord, 1° 34′ 39″ ouest | « IA35010702 » | |             | Église Saint-Sulpice de Saint-Sulpice-la-Forêt                       |
| Église Saint-Symphorien de Saint-Symphorien (Ille-et-Vilaine)        | Saint-Symphorien              |         | 48° 17′ 32″ nord, 1° 49′ 27″ ouest | « IA00130912 » | |             | Église Saint-Symphorien de Saint-Symphorien (Ille-et-Vilaine)        |
| Église Saint-Séglin de Saint-Séglin                                  | Saint-Séglin                  |         | 47° 51′ 14″ nord, 2° 00′ 21″ ouest | « IA35003332 » | |             | Église Saint-Séglin de Saint-Séglin                                  |
| Église de la Sainte-Trinité de Saint-Thual                           | Saint-Thual                   |         | 48° 20′ 14″ nord, 1° 55′ 59″ ouest | « IA00130893 » | |             | Église de la Sainte-Trinité de Saint-Thual                           |
| Église Saint-Thurial de Saint-Thurial                                | Saint-Thurial                 |         | 48° 01′ 48″ nord, 1° 55′ 47″ ouest | « IA35017520 » | |             | Église Saint-Thurial de Saint-Thurial                                |
| Église Saint-Uniac de Saint-Uniac                                    | Saint-Uniac                   |         | 48° 10′ 23″ nord, 2° 01′ 43″ ouest | « PA35000004 » | Inscrit MH | 1997        | Église Saint-Uniac de Saint-Uniac                                    |
| Église Sainte-Anne de Sainte-Anne-sur-Vilaine                        | Sainte-Anne-sur-Vilaine       |         | 47° 43′ 47″ nord, 1° 49′ 33″ ouest | « IA00007653 » | |             | Église Sainte-Anne de Sainte-Anne-sur-Vilaine                        |
| Église Sainte-Colombe de Sainte-Colombe (Ille-et-Vilaine)            | Sainte-Colombe                |         | 47° 53′ 11″ nord, 1° 27′ 15″ ouest | « IA00007365 » | |             | Église Sainte-Colombe de Sainte-Colombe (Ille-et-Vilaine)            |
| Église Notre-Dame-de-l'Assomption de Sainte-Marie                    | Sainte-Marie                  |         | 47° 41′ 41″ nord, 2° 00′ 05″ ouest | « IA35012803 » | |             | Église Notre-Dame-de-l'Assomption de Sainte-Marie                    |
| Église Saint-Martin-de-Tours de Saulnières                           | Saulnières                    |         | 47° 54′ 56″ nord, 1° 35′ 20″ ouest | « IA00007607 » | |             | Église Saint-Martin-de-Tours de Saulnières                           |
| Église Saint-Sulpice de Sens-de-Bretagne                             | Sens-de-Bretagne              |         | 48° 19′ 57″ nord, 1° 32′ 11″ ouest | « IA00130780 » | |             | Église Saint-Sulpice de Sens-de-Bretagne                             |
| Église Saint-Martin-de-Tours de Servon-sur-Vilaine                   | Servon-sur-Vilaine            |         | 48° 07′ 16″ nord, 1° 27′ 35″ ouest | « IA00130800 » | |             | Église Saint-Martin-de-Tours de Servon-sur-Vilaine                   |
| Église Saint-Sixte de Sixt-sur-Aff                                   | Sixt-sur-Aff                  |         | 47° 46′ 32″ nord, 2° 04′ 48″ ouest | « IA35006508 » | |             | Église Saint-Sixte de Sixt-sur-Aff                                   |
| Église Saint-Jean-Baptiste de Sougéal                                | Sougeal                       |         | 48° 30′ 36″ nord, 1° 31′ 26″ ouest | « IA00131066 » | |             | Église Saint-Jean-Baptiste de Sougéal                                |
| Église Saint-Pierre de Taillis                                       | Taillis                       |         | 48° 11′ 20″ nord, 1° 14′ 19″ ouest | « IA00007713 » | |             | Église Saint-Pierre de Taillis                                       |
| Église Saint-Méen de Talensac                                        | Talensac                      |         | 48° 06′ 30″ nord, 1° 55′ 36″ ouest | « IA00130761 » | |             | Église Saint-Méen de Talensac                                        |
| Église Notre-Dame-de-l'Assomption de Teillay                         | Teillay                       |         | 47° 48′ 24″ nord, 1° 32′ 18″ ouest | « IA00007552 » | |             | Église Notre-Dame-de-l'Assomption de Teillay                         |
| Église Saint-Melaine de Thorigné-Fouillard                           | Thorigné-Fouillard            |         | 48° 09′ 12″ nord, 1° 34′ 48″ ouest | « IA35010833 » | |             | Église Saint-Melaine de Thorigné-Fouillard                           |
| Église Saint-Barthélemy de Thourie                                   | Thourie                       |         | 47° 51′ 17″ nord, 1° 28′ 49″ ouest | « IA00007383 » | |             | Église Saint-Barthélemy de Thourie                                   |
| Église de la Sainte-Trinité de Tinténiac                             | Tinténiac                     |         | 48° 19′ 43″ nord, 1° 50′ 00″ ouest | « PA35000076 » | Inscrit MH | 2016        | Église de la Sainte-Trinité de Tinténiac                             |
| Église Saint-Médard de Torcé                                         | Torcé                         |         | 48° 03′ 43″ nord, 1° 15′ 55″ ouest | « PA35000022 » | Inscrit MH La crypte en totalité                                                                              | 2003        | Église Saint-Médard de Torcé                                         |
| Église Saint-Pierre de Trans-la-Forêt                                | Trans-la-Forêt                |         | 48° 29′ 49″ nord, 1° 35′ 18″ ouest | « IA00130789 » | |             | Église Saint-Pierre de Trans-la-Forêt                                |
| Église Saint-Malo de Treffendel                                      | Treffendel                    |         | 48° 02′ 24″ nord, 2° 00′ 25″ ouest | « IA35017286 » | |             | Église Saint-Malo de Treffendel                                      |
| Église Saint-Martin de Tresbœuf                                      | Tresbœuf                      |         | 47° 53′ 00″ nord, 1° 32′ 43″ ouest | « IA00007618 » | |             | Église Saint-Martin de Tresbœuf                                      |
| Église Saint-Michel et Saint-Amand de Trimer                         | Trimer                        |         | 48° 20′ 27″ nord, 1° 53′ 34″ ouest | « IA00130892 » | |             | Église Saint-Michel et Saint-Amand de Trimer                         |
| Église Saint-Martin de Trémeheuc                                     | Trémeheuc                     |         | 48° 25′ 32″ nord, 1° 42′ 08″ ouest | « IA35014090 » | |             | Église Saint-Martin de Trémeheuc                                     |
| Église Saint-Pierre de Trévérien                                     | Trévérien                     |         | 48° 22′ 17″ nord, 1° 55′ 44″ ouest | « IA00130702 » | |             | Église Saint-Pierre de Trévérien                                     |
| Église Saint-Pierre de Maure-de-Bretagne                             | Val d'Anast                   |         | 47° 53′ 28″ nord, 1° 59′ 24″ ouest | « IA35003012 » | |             | Église Saint-Pierre de Maure-de-Bretagne                             |
| Église Sainte-Marie-Madeleine de Campel                              | Val d'Anast                   |         | 47° 56′ 11″ nord, 2° 00′ 29″ ouest | « IA35002549 » | |             | Église Sainte-Marie-Madeleine de Campel                              |
| Église Saint-André d'Antrain                                         | Val-Couesnon                  |         | 48° 27′ 40″ nord, 1° 29′ 07″ ouest | « IA00006549 » | |             | Église Saint-André d'Antrain                                         |
| Église Saint-Martin de Tremblay                                      | Val-Couesnon                  |         | 48° 25′ 22″ nord, 1° 28′ 32″ ouest | « PA00090890 » | Inscrit MH | 1926        | Église Saint-Martin de Tremblay                                      |
| Église Saint-Samson de La Fontenelle                                 | Val-Couesnon                  |         | 48° 28′ 03″ nord, 1° 30′ 11″ ouest | « IA00006607 » | |             | Église Saint-Samson de La Fontenelle                                 |
| Église Saint-Ouen de Saint-Ouen-la-Rouërie                           | Val-Couesnon                  |         | 48° 27′ 47″ nord, 1° 26′ 28″ ouest | « IA00006640 » | |             | Église Saint-Ouen de Saint-Ouen-la-Rouërie                           |
| Église Saint-Étienne de Val-d'Izé                                    | Val-d'Izé                     |         | 48° 10′ 40″ nord, 1° 18′ 17″ ouest | « PA35000067 » | Inscrit MH | 2014        | Église Saint-Étienne de Val-d'Izé                                    |
| Ancienne église Saint-Étienne de Val-d'Izé                           | Val-d'Izé                     | Mairie  | 48° 10′ 37″ nord, 1° 18′ 07″ ouest | « IA00007703 » | |             | Ancienne église Saint-Étienne de Val-d'Izé                           |
| Église Notre-Dame-de-la-Visitation de Vergéal                        | Vergéal                       |         | 48° 02′ 10″ nord, 1° 16′ 00″ ouest | « IA00130733 » | |             | Église Notre-Dame-de-la-Visitation de Vergéal                        |
| Église Saint-Martin de Vern-sur-Seiche                               | Vern-sur-Seiche               |         | 48° 02′ 46″ nord, 1° 36′ 11″ ouest | « IA00130825 » | |             | Église Saint-Martin de Vern-sur-Seiche                               |
| Église Saint-Pierre de Vezin-le-Coquet                               | Vezin-le-Coquet               |         | 48° 07′ 06″ nord, 1° 45′ 25″ ouest | « IA00130853 » | |             | Église Saint-Pierre de Vezin-le-Coquet                               |
| Église Saint-Martin-de-Tours de Vieux-Viel                           | Vieux-Viel                    |         | 48° 30′ 41″ nord, 1° 32′ 39″ ouest | « IA00130794 » | |             | Église Saint-Martin-de-Tours de Vieux-Viel                           |
| Église Saint-Germain de Vieux-Vy-sur-Couesnon                        | Vieux-Vy-sur-Couesnon         |         | 48° 20′ 32″ nord, 1° 29′ 17″ ouest | « IA00130778 » | |             | Église Saint-Germain de Vieux-Vy-sur-Couesnon                        |
| Église Saint-Melaine de Vignoc                                       | Vignoc                        |         | 48° 14′ 54″ nord, 1° 46′ 59″ ouest | « IA00130837 » | |             | Église Saint-Melaine de Vignoc                                       |
| Église Saint-Martin de Villamée                                      | Villamée                      |         | 48° 27′ 39″ nord, 1° 13′ 08″ ouest | « PA00090894 » | Inscrit MH | 1926        | Église Saint-Martin de Villamée                                      |
| Église Saint-Pierre de Visseiche                                     | Visseiche                     |         | 47° 57′ 19″ nord, 1° 18′ 05″ ouest | « PA00090895 » | Classé MH | 1990        | Église Saint-Pierre de Visseiche                                     |
| Collégiale Sainte-Madeleine de Vitré                                 | Vitré                         |         | 48° 07′ 29″ nord, 1° 12′ 52″ ouest |                | |             | Image manquante Téléverser                                           |
| Église Notre-Dame de Vitré                                           | Vitré                         |         | 48° 07′ 30″ nord, 1° 12′ 43″ ouest | « PA00090899 » | Classé MH | 1840        | Église Notre-Dame de Vitré                                           |
| Église Saint-Martin de Vitré                                         | Vitré                         |         | 48° 07′ 25″ nord, 1° 12′ 23″ ouest | « PA35000053 » | Inscrit MH | 2013        | Église Saint-Martin de Vitré                                         |
| Église Sainte-Croix de Vitré                                         | Vitré                         |         | 48° 07′ 21″ nord, 1° 12′ 59″ ouest | « IA00130945 » | |             | Église Sainte-Croix de Vitré                                         |
| Ancienne église Saint-Martin de Vitré                                | Vitré                         |         | 48° 07′ 30″ nord, 1° 12′ 15″ ouest |                | |             | Ancienne église Saint-Martin de Vitré                                |
| Église Saint-Pierre Saint-Paul d'Étrelles                            | Étrelles                      |         | 48° 03′ 35″ nord, 1° 11′ 30″ ouest | « IA00130729 » | |             | Église Saint-Pierre Saint-Paul d'Étrelles                            |

## Culteprotestant
| Église                                                  | Commune       | Adresse | Coordonnées                        | Notice         | Protection | Date | Illustration                                            |
| ------------------------------------------------------- | ------------- | ------- | ---------------------------------- | -------------- | ---------- | ---- | ------------------------------------------------------- |
| Temple de l'église protestante unie de France de Dinard | Dinard        |         | 48° 38′ 02″ nord, 2° 03′ 44″ ouest | « IA35000381 » |            |      | Temple de l'église protestante unie de France de Dinard |
| Temple protestant de Rennes                             | Rennes        |         | 48° 06′ 28″ nord, 1° 40′ 43″ ouest | « IA35022861 » |            |      | Temple protestant de Rennes                             |
| Temple protestante évangélique de Saint-Lunaire         | Saint-Lunaire |         | 48° 38′ 05″ nord, 2° 07′ 03″ ouest |                |            |      | Temple protestante évangélique de Saint-Lunaire         |
| Église protestante de Saint-Malo                        | Saint-Malo    |         | 48° 38′ 26″ nord, 2° 01′ 06″ ouest |                |            |      | Image manquante Téléverser                              |
| Temple protestant de Saint-Malo                         | Saint-Malo    |         | 48° 38′ 26″ nord, 2° 01′ 06″ ouest |                |            |      | Temple protestant de Saint-Malo                         |

## Église anglicane
| Église                             | Commune | Adresse | Coordonnées                        | Notice | Protection | Date | Illustration                       |
| ---------------------------------- | ------- | ------- | ---------------------------------- | ------ | ---------- | ---- | ---------------------------------- |
| Église Saint Bartholomew de Dinard | Dinard  |         | 48° 38′ 05″ nord, 2° 03′ 02″ ouest |        |            |      | Église Saint Bartholomew de Dinard |